# 福特Fiesta
福特Fiesta（英語：Ford Fiesta）是美國福特汽車自1976年起推出的次緊湊型車，在歐洲、巴西、阿根廷、墨西哥、委內瑞拉、臺灣、中國大陸、印度、泰國和南非等地製造及銷售全球。自第一代推出後，如今它的全球銷售量逾1千2百萬輛。在中國大陸，該款車由長安福特汽車生產製造，稱為福特嘉年華，臺灣福特六和則因1980年代製造販售福特Festiva時曾使用相同譯名，為了區別而直接以英文原名稱呼。
此車款原先源自山貓計劃（bobcat project），不過Bobcat此車名後來被使用在福特Pinto的兄弟車水星Bobcat上。1972年9月亨利·福特二世批准此一計劃，目標是製造成本比當年的第一代福特Escort還要低100美元、軸距比當時的飛雅特127長、但總車長比第一代福特Escort還短。最後方案由克羅傑利亞·蓋亞公司的荷蘭裔汽車設計師湯姆·提雅達（Tom Tjaarda，全名為Stevens Thompson Tjaarda van Starkenburg）提出，1973年秋季在德國科隆和英國當頓兩家福特汽車工程中心的合作下正式量產。
本來山貓計劃的團隊投票表決以Bravo做為車名，不過亨利·福特二世卻親自推翻了這個決定，將之改成Fiesta。雖然彼時此車名已被美國通用汽車公司註冊，後者卻同意福特汽車用以命名次緊湊型車（B-segment car，乃歐洲用詞）。1976年6月福特汽車在利曼24小時耐力賽公開展示Fiesta新車，並於同年9月在德國及法國等地發售，而英國市場則因代理商問題推遲至翌年元月才上市。

## 第一代（1976年-1983年）
1976年9月福特汽車在德國、法國等市場正式發售第一代Fiesta，搭載957c.c.、1,117c.c.、1,298c.c.等三種直列四缸OHV Kent/Valencia型引擎，最大馬力可達40至84bhp不等。配合四速BC4型手動排檔系統，極速可達137至171km/hr不等；車型則區分成三門掀背車（hatchback）和三門廂式商用車（panel van）兩種。肇因於代理權問題，英國遲至1977年1月上市。這款車在歐洲維持著不錯的銷售成績，第100萬輛Fiesta於1979年1月9日正式下線。值得注意的是，1978年英國政府推行「Motability」身心障礙者移動計劃時，Fiesta被納為重點實施車款。
美規版Fiesta則在1978年面世，但配備跟歐規車有點出入：裝載馬力更大的1,597c.c.直列四缸OHV Kent/Crossflow型引擎、耐衝擊保險桿、車側標誌燈、全密封型頭燈，以及可選購冷氣空調系統（此系統在歐規版並未配置）。不過1981年福特汽車改以福特Escort取代Fiesta和Pinto。
1980年歐規版發表小改款：改用1.6L直列四缸OHV Kent/Crossflow型引擎、變換黑色塑膠飾件的外觀和內裝、小方形頭燈改成大圓形、前方向燈整合至前保桿內等。此外還有一款名為XR2的特別仕樣車，從0加速至60mph費時9.4秒，極速則達106mph，成為1980年代許多熱血年輕人的改裝車夢幻車款。1981年末福特汽車為了符合政府法令，將保險桿修改得更大一些。
1982年英國客車製造廠克雷福德工程公司（Crayford Engineering）發表了一款「Fly」，這是將Fiesta修改成敞篷車，而且只製造了16輛。翌年馬力更大的XR2特仕車在英國上市後，該公司又以XR2為基礎製造了7輛。

### 獲獎紀錄

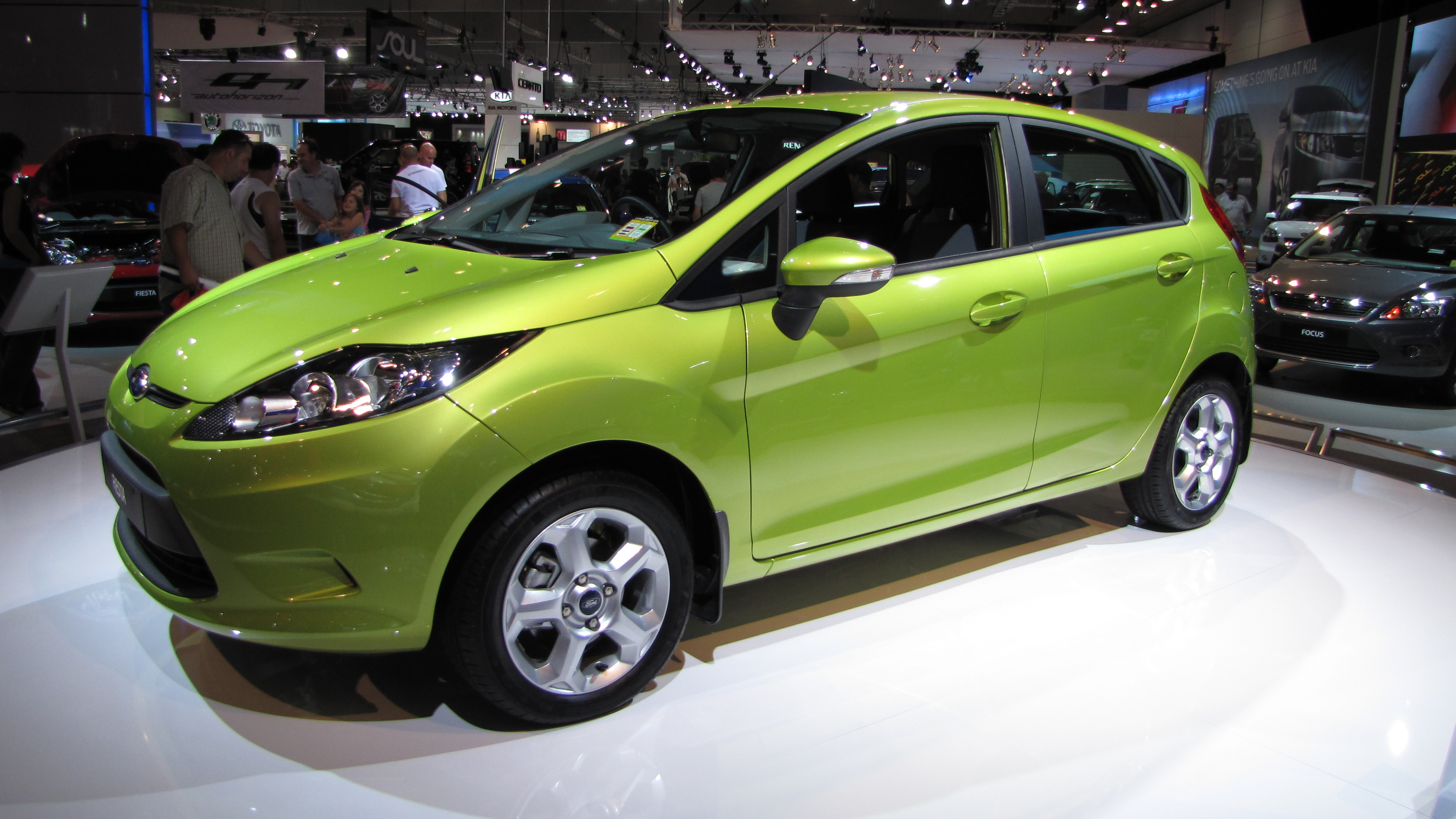
墨爾本車展上的Fiesta
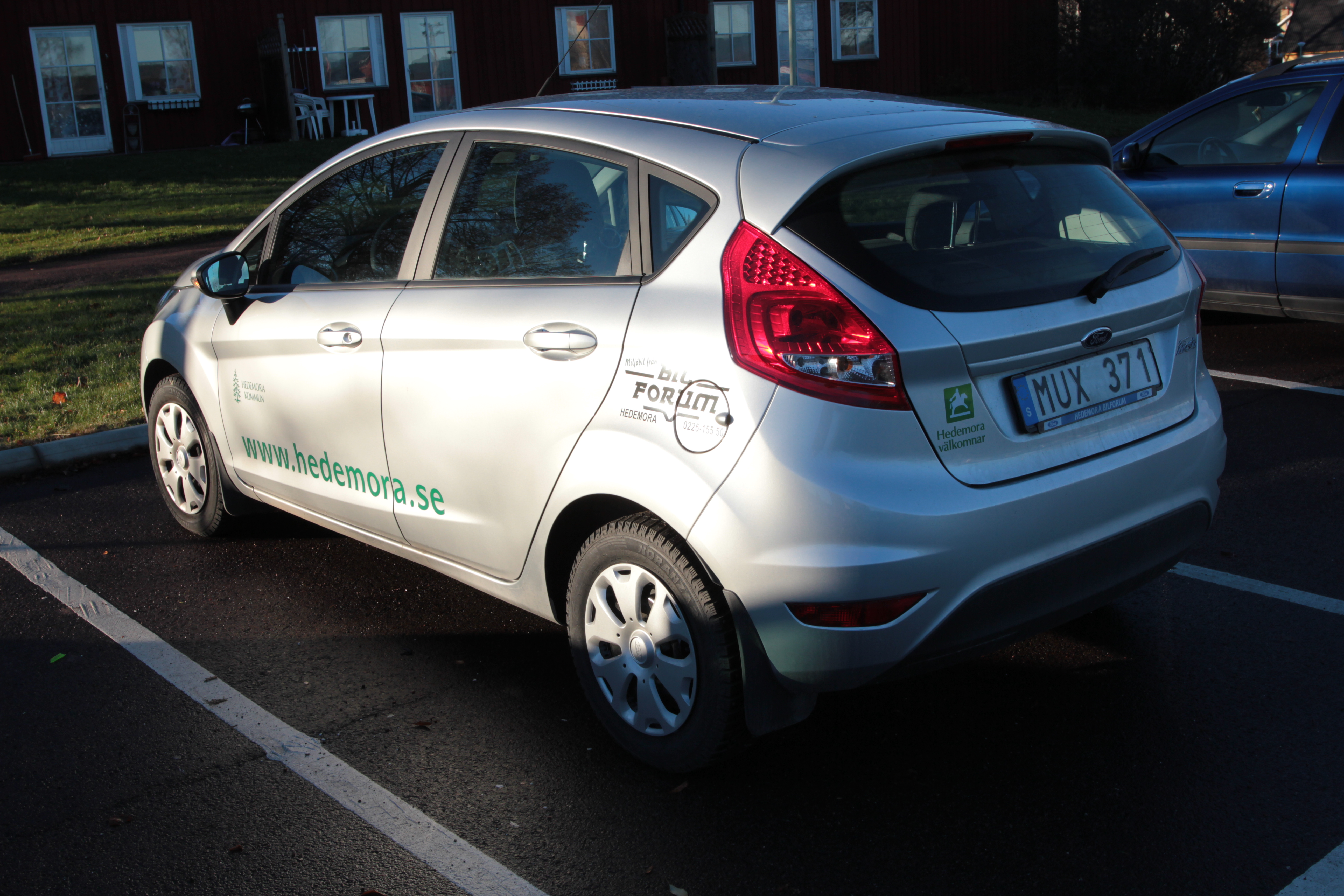
瑞典版Fiesta
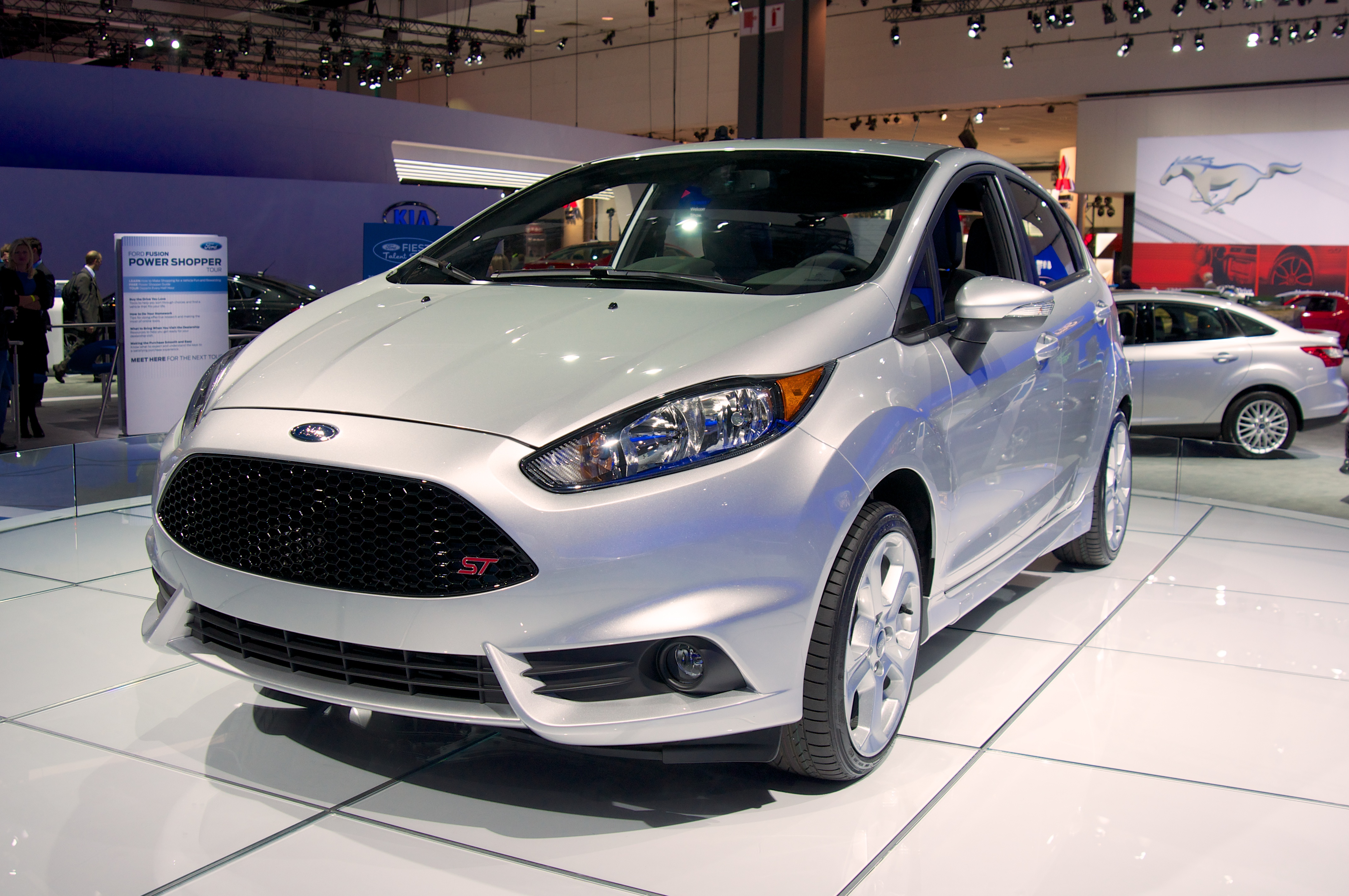
Fiesta ST車頭
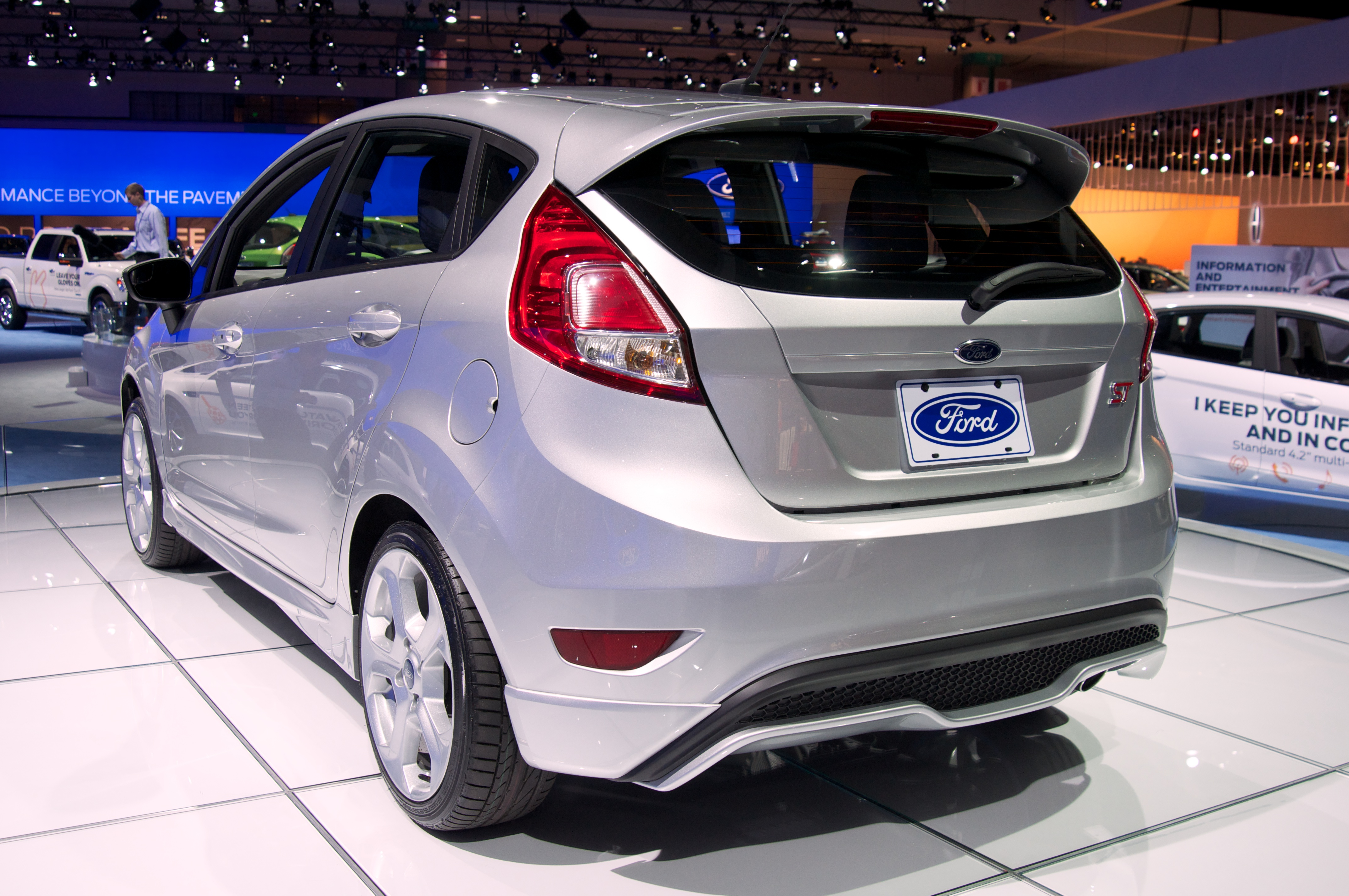
Fiesta ST車尾
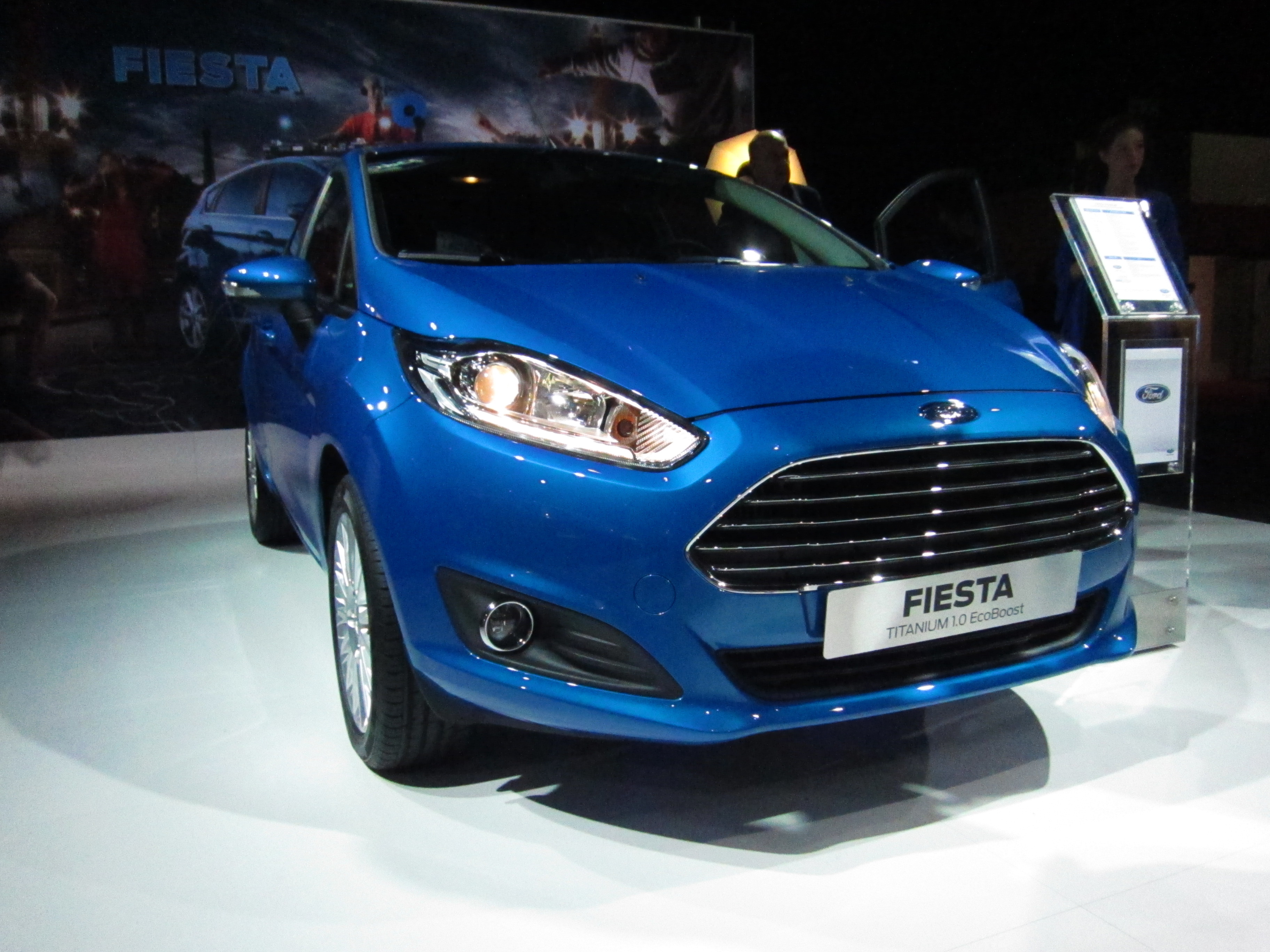
小改款車頭
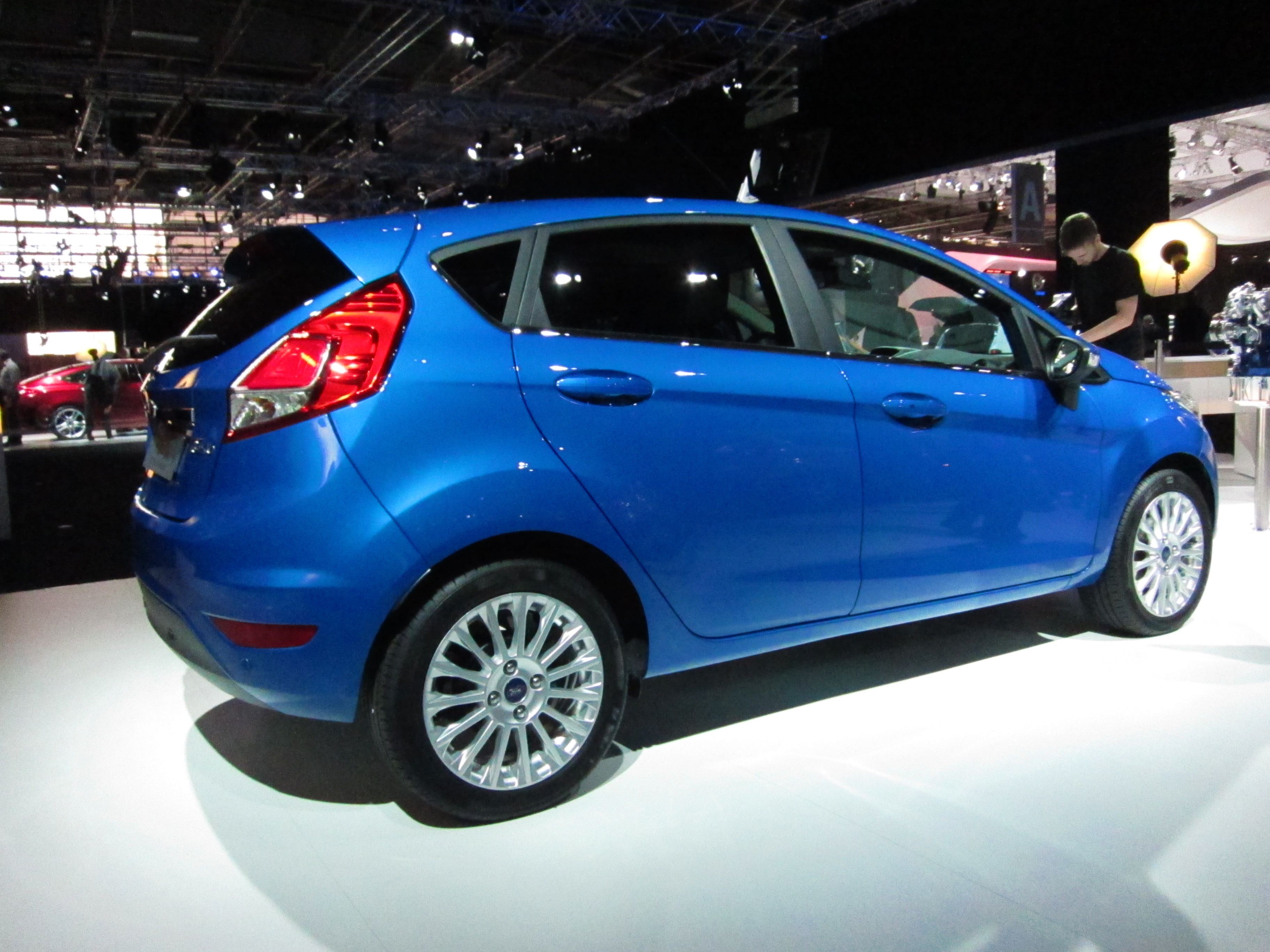
小改款車側
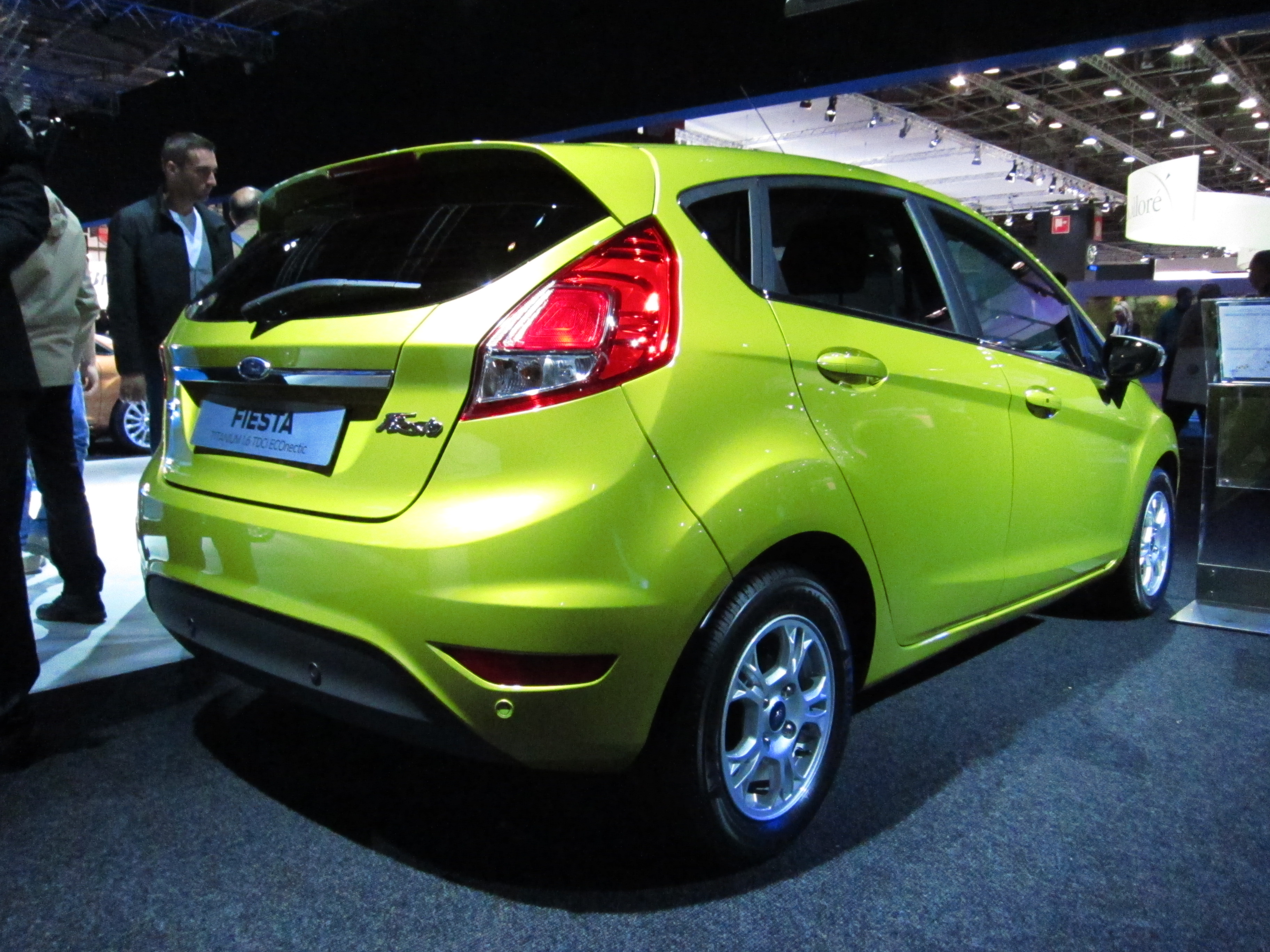
小改款車尾

- 1978年：獲得英國設計協會（Design Council）的英國設計協會獎，由菲利普親王頒發。

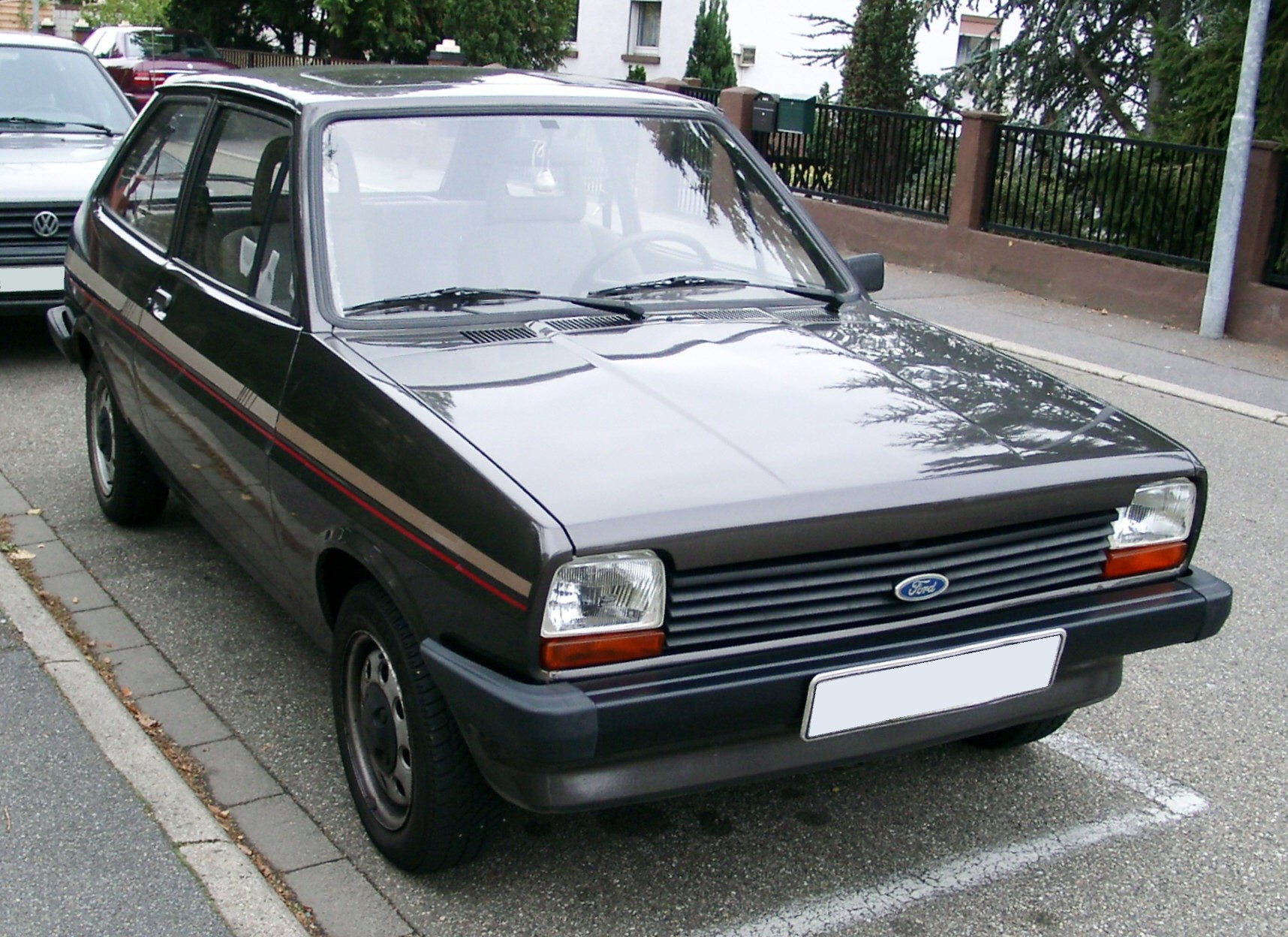
德國版車頭
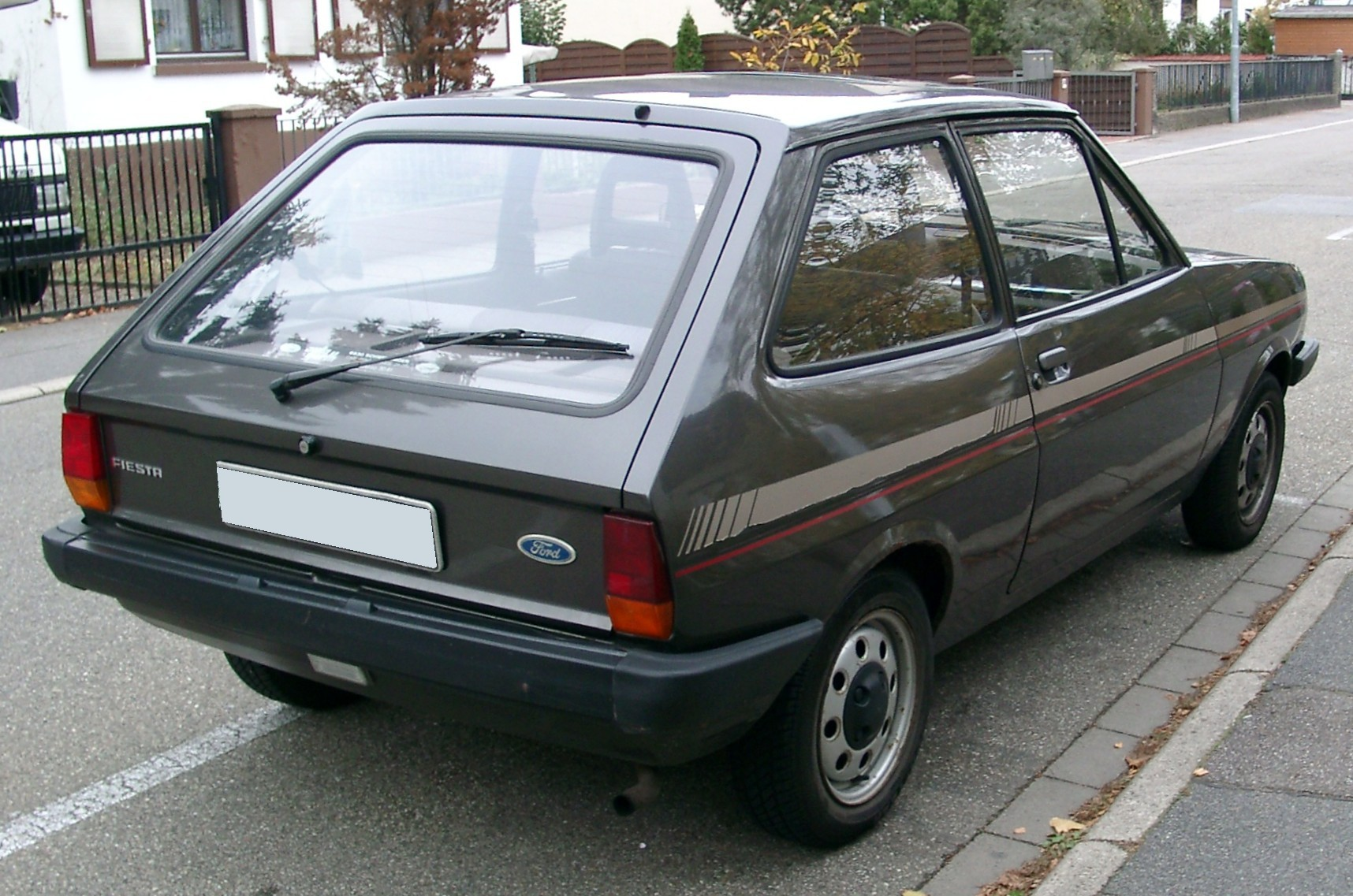
德國版車尾
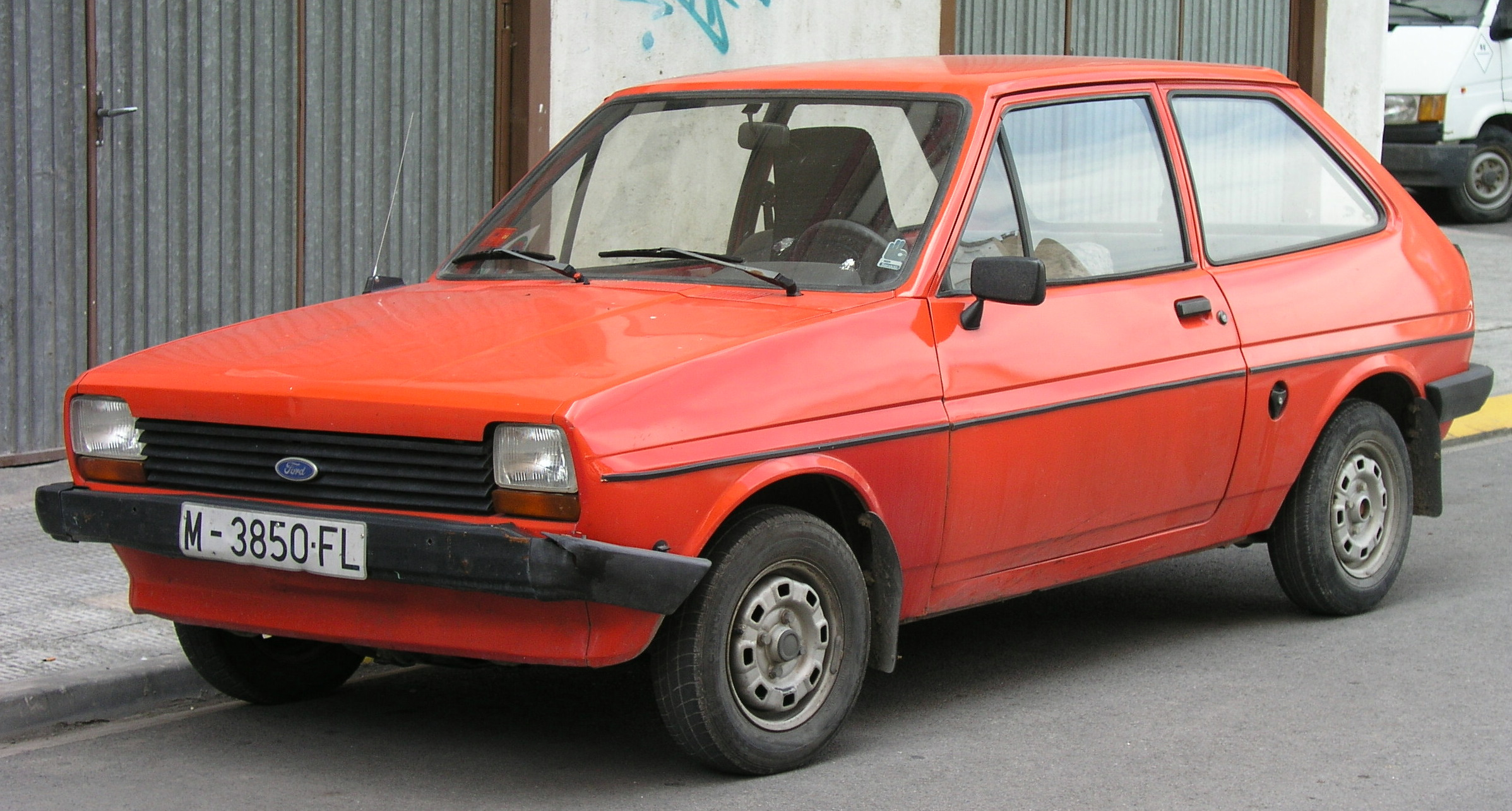
西班牙版車頭
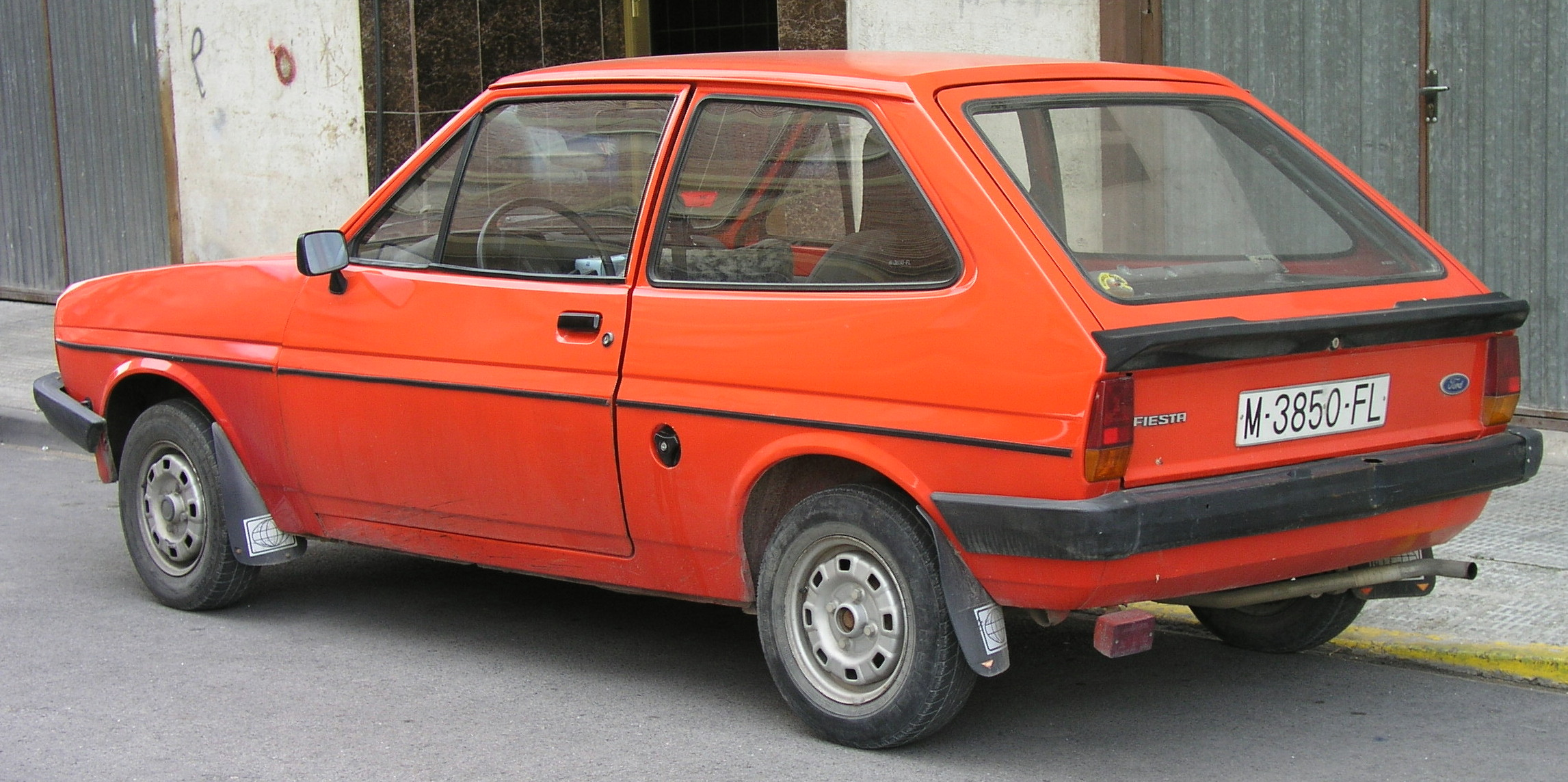
西班牙版車尾
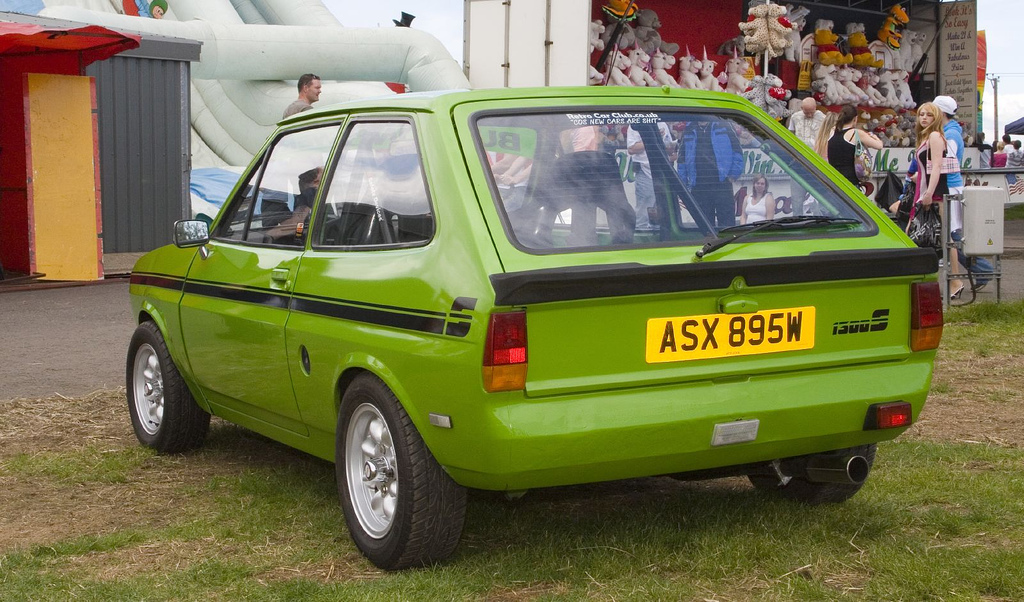
英國版車尾

## 第二代（1983年-1989年）
1983年的夏季尾聲大改款的第二代Fiesta正式推出，最搶眼的改變是車身雙側多了兩條由車頭方向燈橫亙至車尾方向燈的腰線，頭燈又恢復成方形。不過，入門等級的汽車儀表板和中高階等級車型不盡相同。上市初期的動力沒有變動，1984年新增1,298c.c.直列四缸SOHC CVH型引擎，但兩年後改換稀薄燃燒型的1,368c.c.直列四缸SOHC CVH型引擎，而957c.c.和1,117c.c.二種直列四缸OHV Kent/Valencia型引擎重新輕微調校過而已。此外，還有一具1,608c.c.直列四缸OHC柴油引擎，與第三代福特Escort共用。
1987年1.1L的「CTX」車型配置了名為「Selecta ECVT」的無段自動變速系統，此套變速箱系統由荷蘭商凡多爾聶公司（Van Doorne NV）與福特汽車共同開發，兼顧駕駛輕快感覺與燃油經濟性。由於當時義大利飛雅特汽車握有凡多爾聶公司24%的股份，所以此套無段自動變速系統亦搭載於第一代飛雅特Uno上。

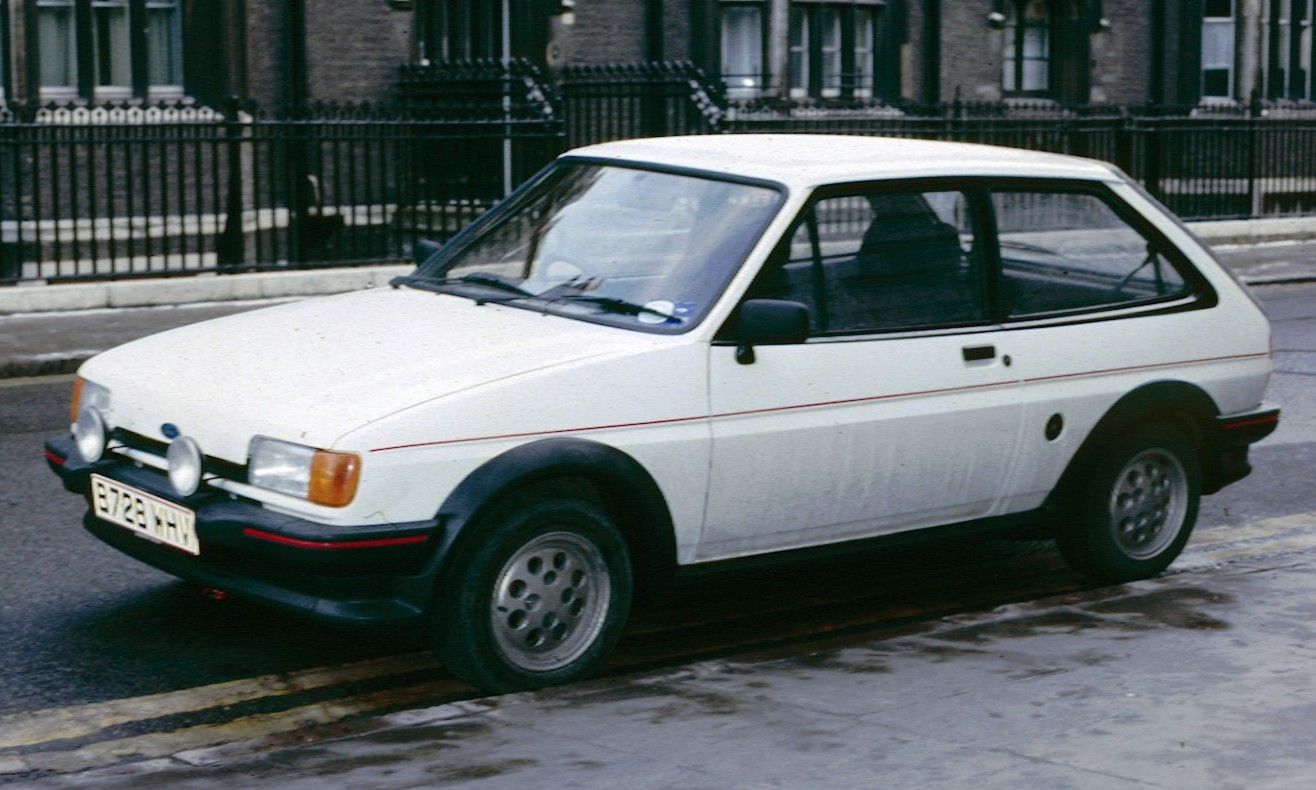
第二代Fiesta XR2

跟第一代一樣，此代亦推出為XR2的特別仕樣車，除了前後保桿加大、五速BC5型手動變速箱外，另搭載一具1,597c.c.直列四缸SOHC CVH型引擎，可搾出最大馬力96bhp。為了迎合環保法規，1986年改以一具修正過汽缸蓋和化油器的稀薄燃燒型引擎替換，但最大馬力微降至95bhp。
由於擔心影響到老大哥福特Escort的銷售成績，福特汽車並未刻意將Fiesta塑造成性能車款，但是很多改裝車廠卻推出相關套件。最著名的莫過於英國渦輪技研公司（Turbo Technics Ltd.）所推出的渦輪增壓套件，可輕易地將動力推升至125bhp。弔詭的是福特汽車竟然默許這些改裝零件，除了歡迎車主將愛車開至認證維修廠安裝這些改裝套件外，也維持原先的保固承諾。
英國量子跑車公司尚未從史度布里奇鎮（Stourbridge）搬遷至金斯布里奇鎮（Kingsbridge）前，曾經改裝數百輛的第二代Fiesta成為2+2座位的敞篷車，有些被當成救援車輛使用。

### 獲獎紀錄
- 1989年：獲得《What Car?汽車雜誌》年度最佳汽車獎。

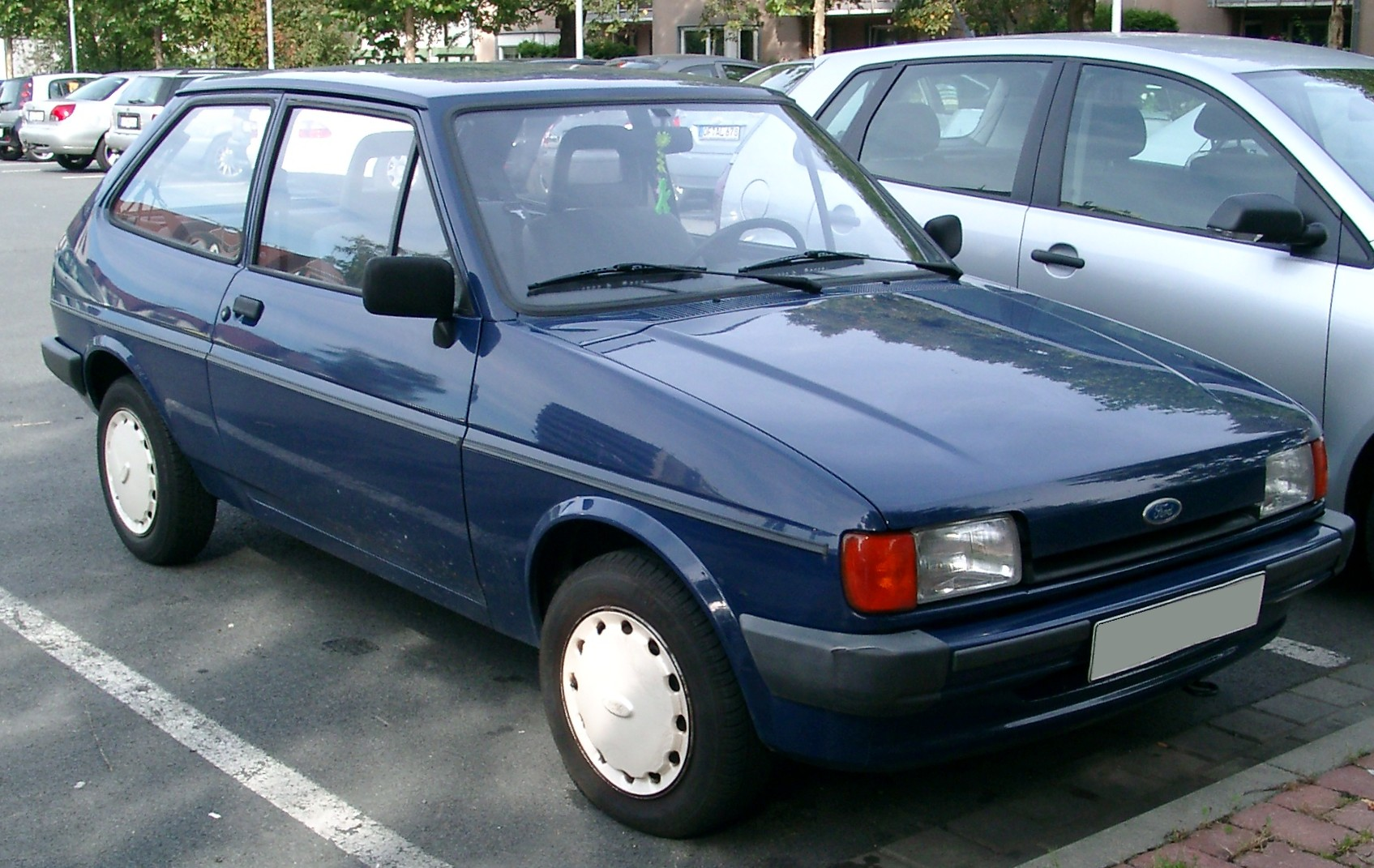
德國版車頭
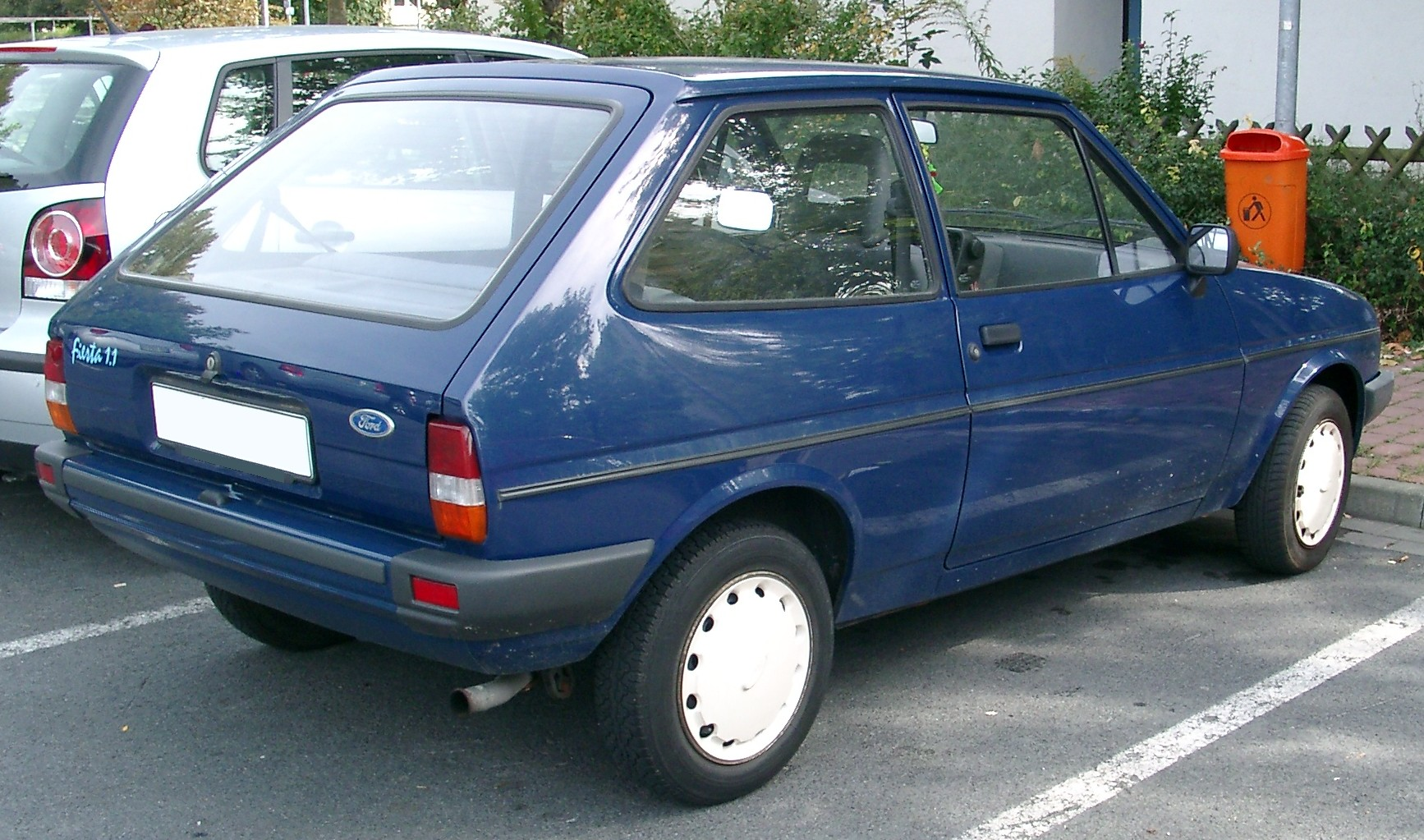
德國版車尾
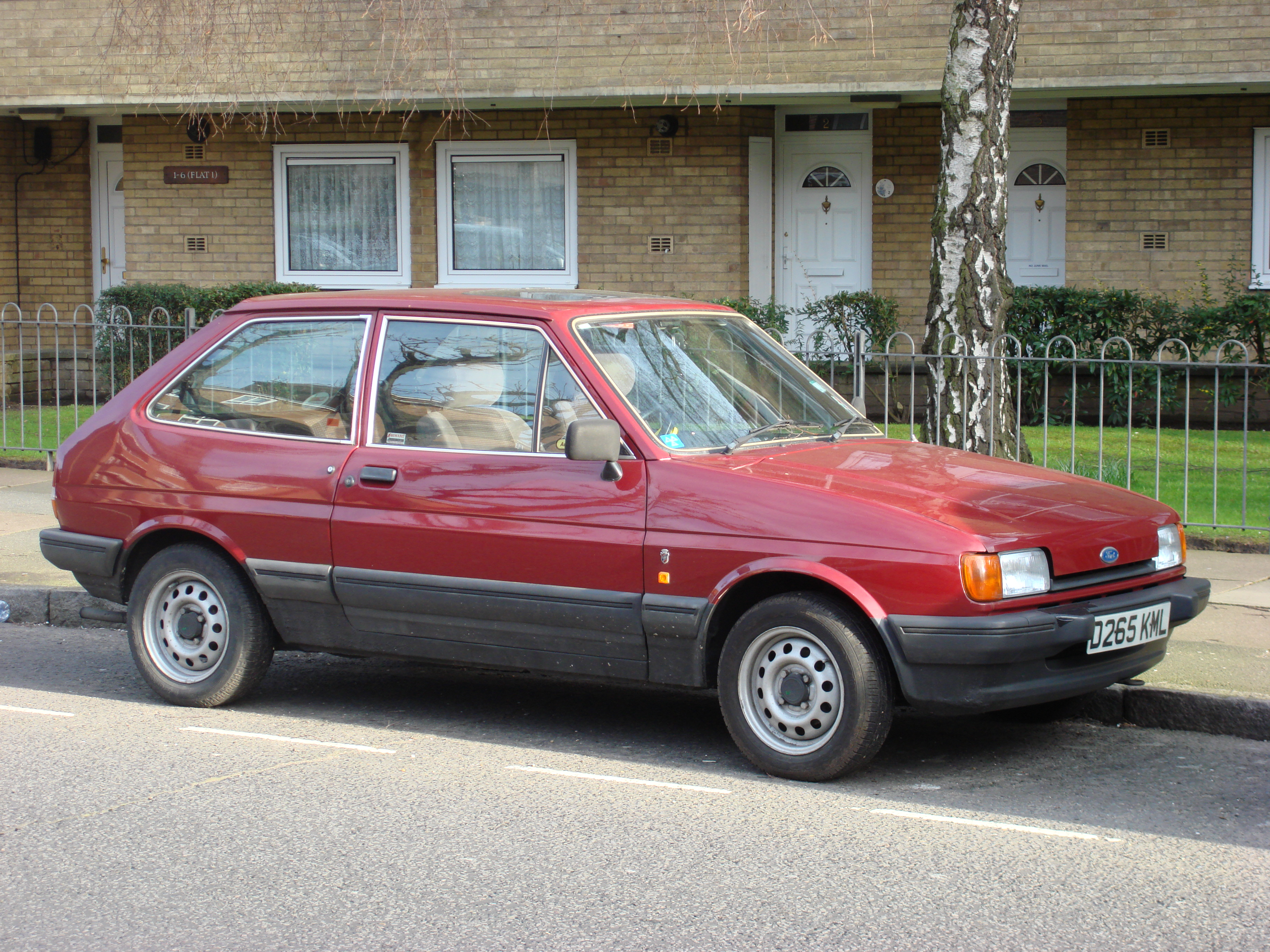
英國版車身

## 第三代（1989年-1997年）

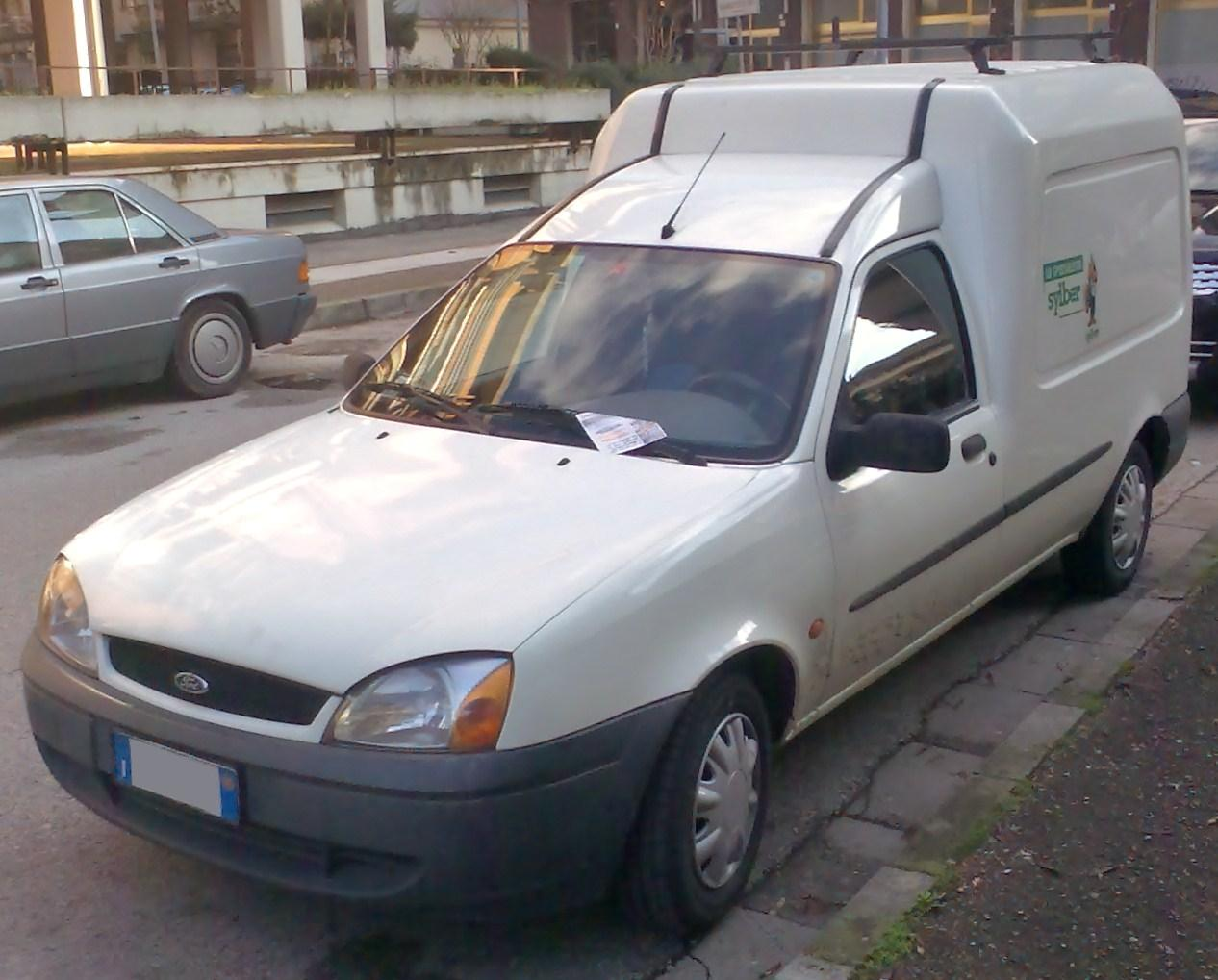
福特Courier乃衍生自Fiesta

原廠代號「BE-13」的第三代Fiesta於1988年底面世，並於翌年2月正式發售。相較於競爭對手如飛雅特Uno、標緻205、歐寶Corsa等，福特汽車終於發現Fiesta欠缺五門車型（前二代皆僅有三門車型）。在動力方面，福特汽車改良了Kent型引擎：包括重新設計的汽缸頭、燃燒室、進氣埠，以及全新的電子分電器點火系統。此家族引擎被命名為「HCS（High Compression Swirl的縮寫）」，Fiesta採用的引擎容積由999c.c.、1,118c.c.至1,297c.c.不等。至於上一代搭載的CVH型引擎則繼續沿用，反而是柴油引擎換成容積更大的1,753c.c.直列四缸LT/Lynx型。第三代亦是Fiesta發展至今銷售最久的世代，且在上市頭兩年便在全球賣出1百萬輛。長達9年的產品生命週期裡，歷經過許多次小改款，比如歐規版的方向盤就曾陸續在1992年、1994年和1995年變更過樣式。1991年福特甚至以第三代Fiesta為基礎，衍生出一款名為「福特Courier」的廂型商用車，僅在歐洲市場販售。1994年進行小改款：改良車體結構以提升安全性、汽油引擎車型增加新防盜器、車門後視鏡重新設計、新造型的輪圈等。
1992年福特發展了一些原型車，搭載由澳洲軌道引擎公司（Orbital Engine Corporation Limited）開發的燃油直噴式二衝程引擎。原本計畫在二、三年內正式量產，但是這批原型車運至英國做進一步測試後，福特卻中止了這個計畫。
和前二代相同，1989年亦推出性能版特仕車XR2i，1.6L直列四缸8汽門CVH型引擎可以榨出110bhp / 6,000rpm的最大馬力、102ft·lbf / 2,800rpm的扭力峰值。1992年改以1.8L直列四缸DOHC Zeta型引擎替換，最大馬力105ps / 5,500rpm、扭力峰值113ft·lbf / 4,000rpm。除此之外，1990年4月亦有一款基於XR2i而發展的RS Turbo特仕車上市，外觀不同之處為14吋鋁圈配185/55 VR14倍耐力P600輪胎、綠色車身飾條、擾流尾翼與可開啟的尾門玻璃，而ABS防鎖死煞車系统和前擋玻璃加熱系統則為選購配備；內裝方面的差異在於Recaro賽車桶椅、灰色真皮裝飾之排檔桿與方向盤、方向盤中間有個RS Turbo標誌等。在動力方面，XR2i搭載和福特Escort XR3相同的1,597c.c.直列四缸SOHC CVH型渦輪增壓引擎，配合美國蓋瑞德公司供應的T2型渦輪增壓器，最大馬力132hp / 6,000rpm、最大扭力133ft·lbf / 3,000rpm。1992年則改以RS 1800替代，動力換裝成自然進氣的1,796c.c.直列四缸16汽門DOHC Zetec型引擎，最大馬力130ps / 6,250rpm、扭力峰值16.5kg·m / 4,500rpm。1994年起XR2i特仕車改以Si車型取代，共有1.4L直列四缸SOHC CVH型引擎和1.6L直列四缸DOHC Zetec型引擎兩種動力選擇。
雖然1995年時大改款的第四代Fiesta上市，但第三代稍微修改了內裝，並仍以Fiesta Classic之名繼續在歐洲市場販售，直到1997年才停產。

### 動力規格參數
| 引擎型號 （直列四缸） | 汽油引擎              | 汽油引擎              | 汽油引擎              | 汽油引擎              | 汽油引擎              | 汽油引擎              | 汽油引擎              | 汽油引擎              | 柴油引擎              |
| 引擎型號 （直列四缸） | 福特Kent/HCS型        | 福特Kent/HCS型        | 福特Kent/HCS型        | 福特CVH型             | 福特CVH型             | 福特CVH型             | 福特Zetec型           | 福特Zetec型           | 福特LT/Lynx型         |
| 引擎型號 （直列四缸） | OHV                   | OHV                   | OHV                   | OHC                   | OHC                   | 渦輪增壓OHC           | DOHC                  | DOHC                  | OHC                   |
| 引擎容積              | 999c.c.               | 1,118c.c.             | 1,297c.c.             | 1,392c.c.             | 1,596c.c.             | 1,596c.c.             | 1,598c.c.             | 1,796c.c.             | 1,753c.c.             |
| 最大馬力              | 45ps                  | 50-55ps               | 60ps                  | 71-75ps               | 104ps                 | 133ps                 | 90ps                  | 105-130ps             | 60ps                  |
| 極速                  | 138km/hr              | 143km/hr              | 149-153km/hr          | 162-167km/hr          |                       | 129km/hr              | 177km/hr              | 182-200km/hr          | 152km/hr              |
| 加速表現              | 0–60mph費時7.9–19.0秒 | 0–60mph費時7.9–19.0秒 | 0–60mph費時7.9–19.0秒 | 0–60mph費時7.9–19.0秒 | 0–60mph費時7.9–19.0秒 | 0–60mph費時7.9–19.0秒 | 0–60mph費時7.9–19.0秒 | 0–60mph費時7.9–19.0秒 | 0–60mph費時7.9–19.0秒 |

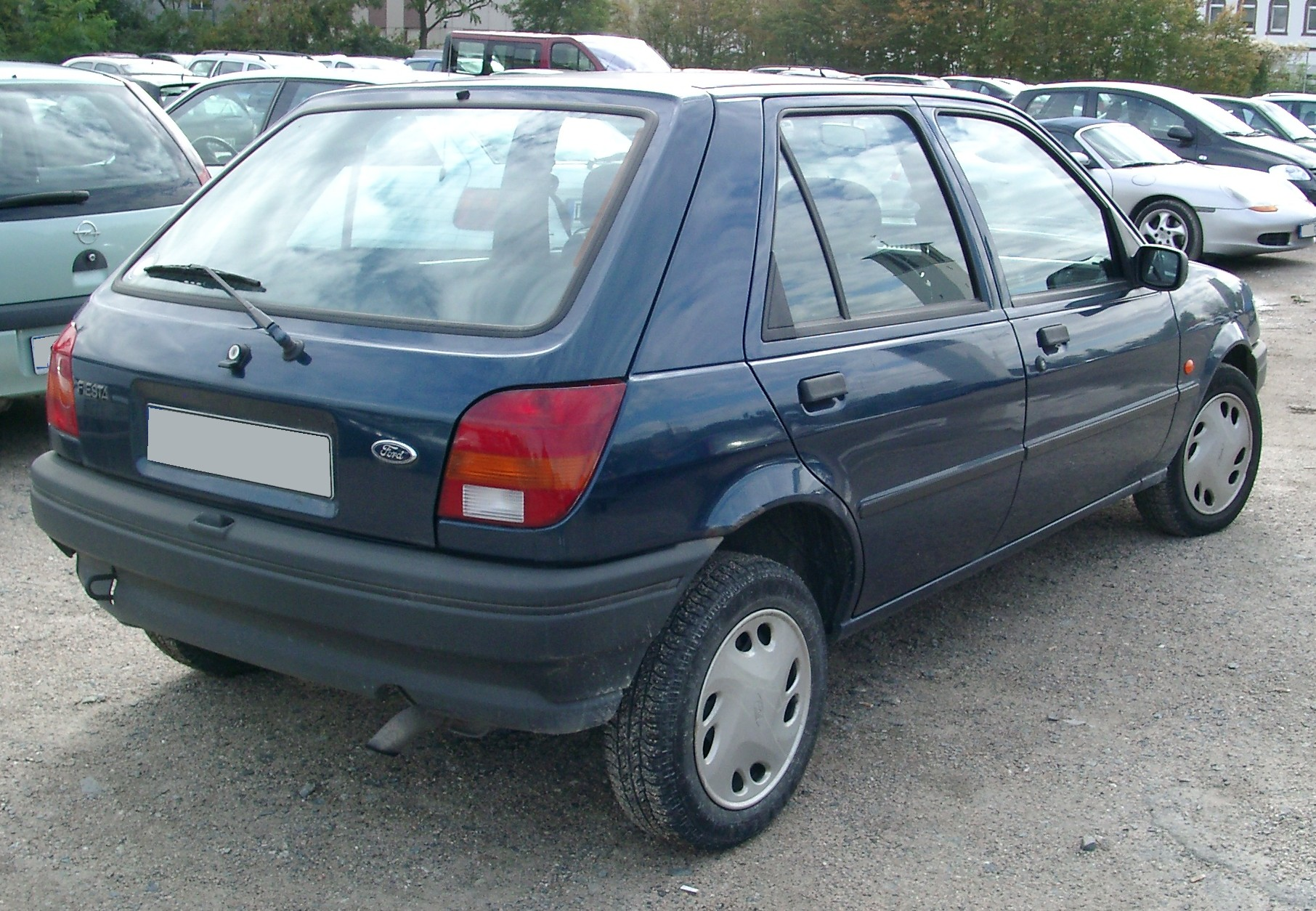
五門版車尾
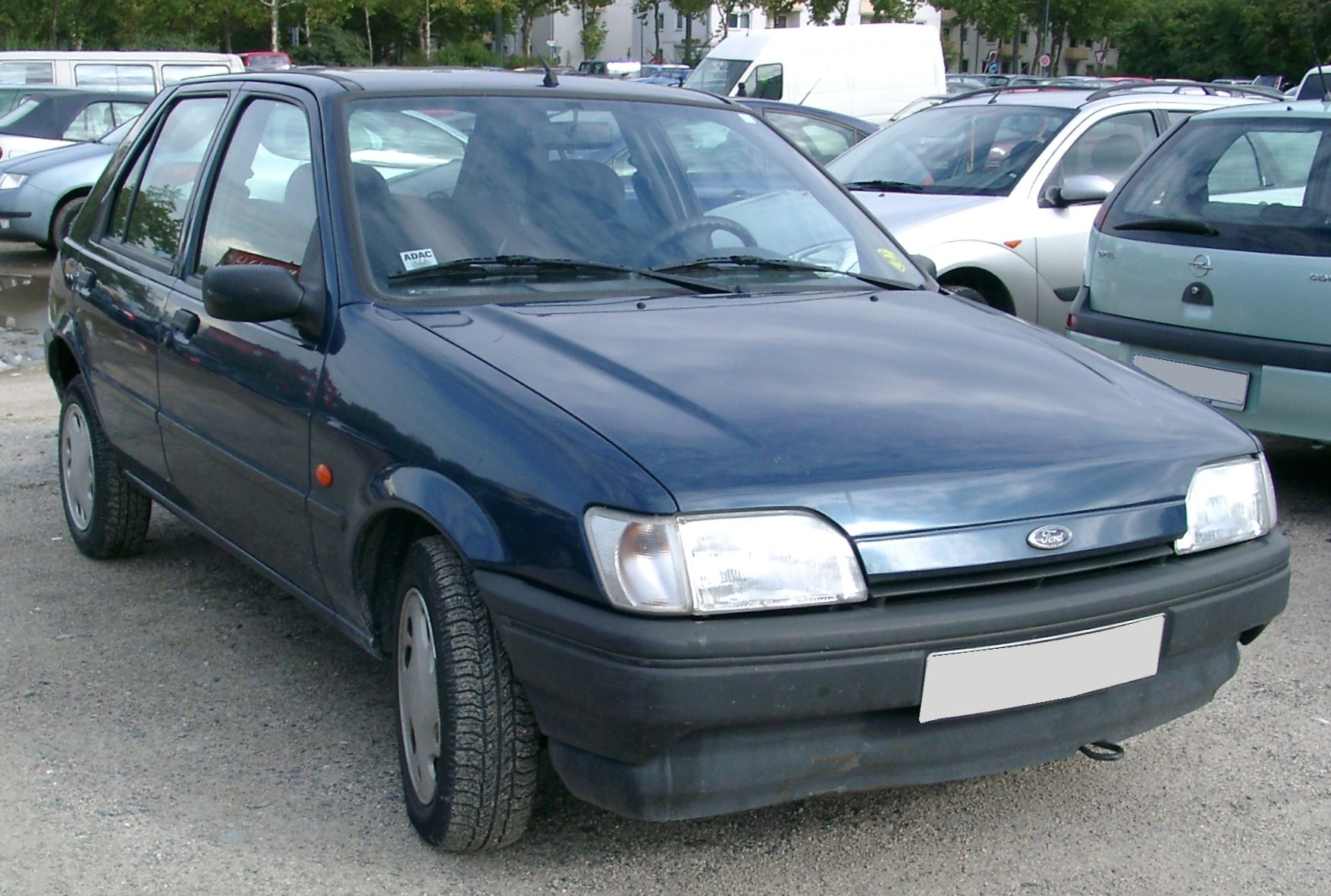
五門版車頭
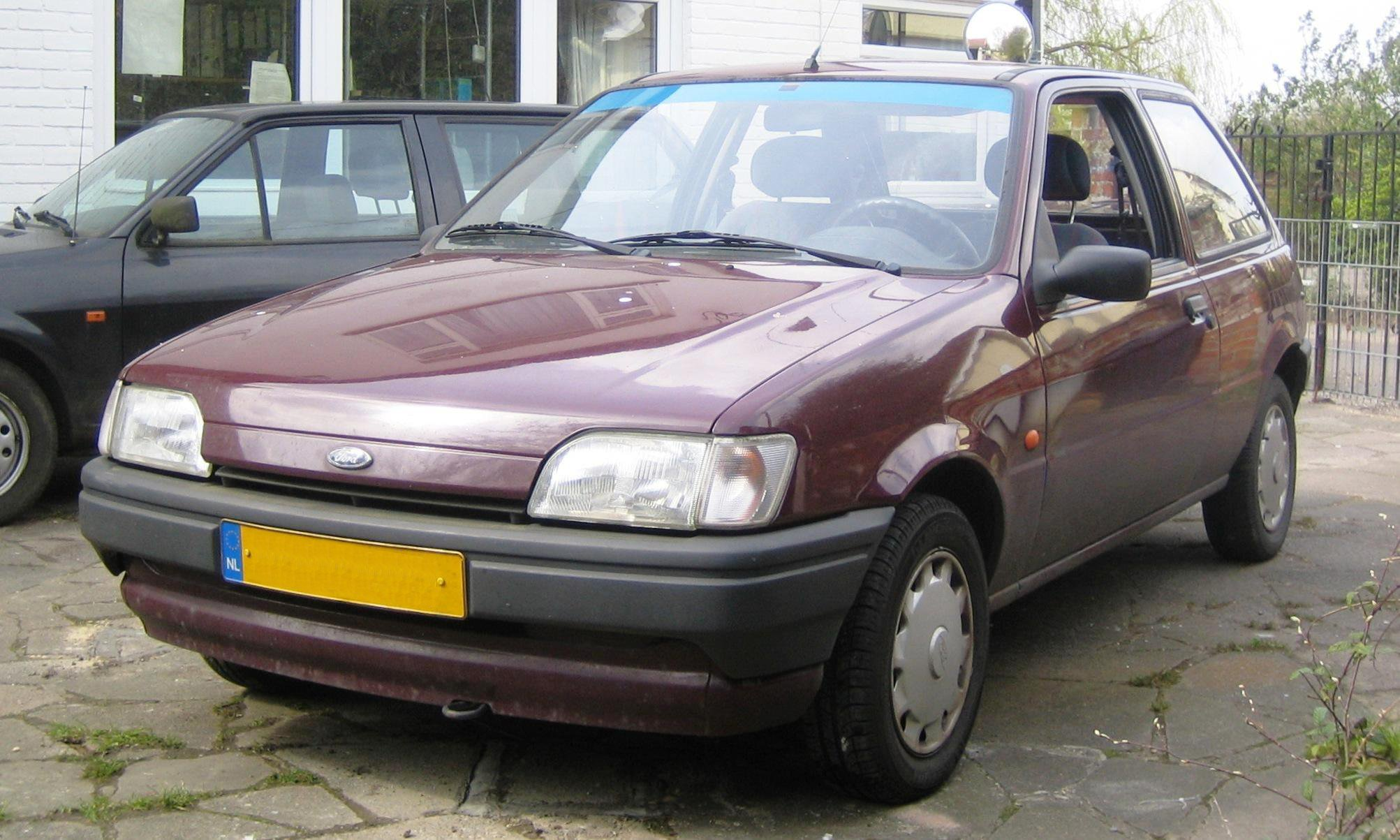
荷蘭版車頭
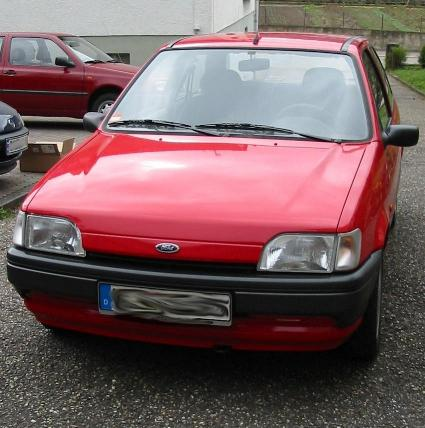
德國版車頭
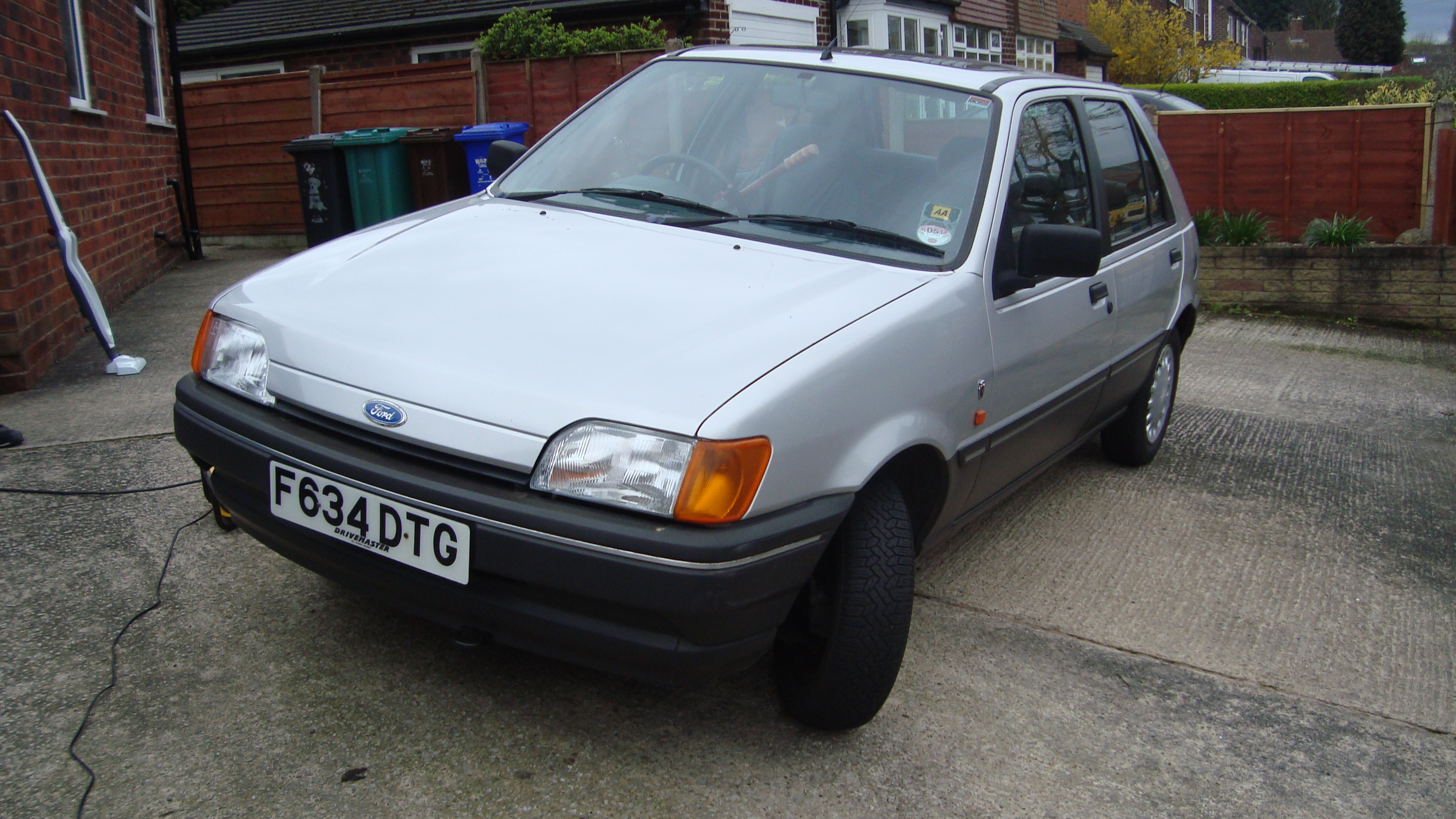
英國版車頭
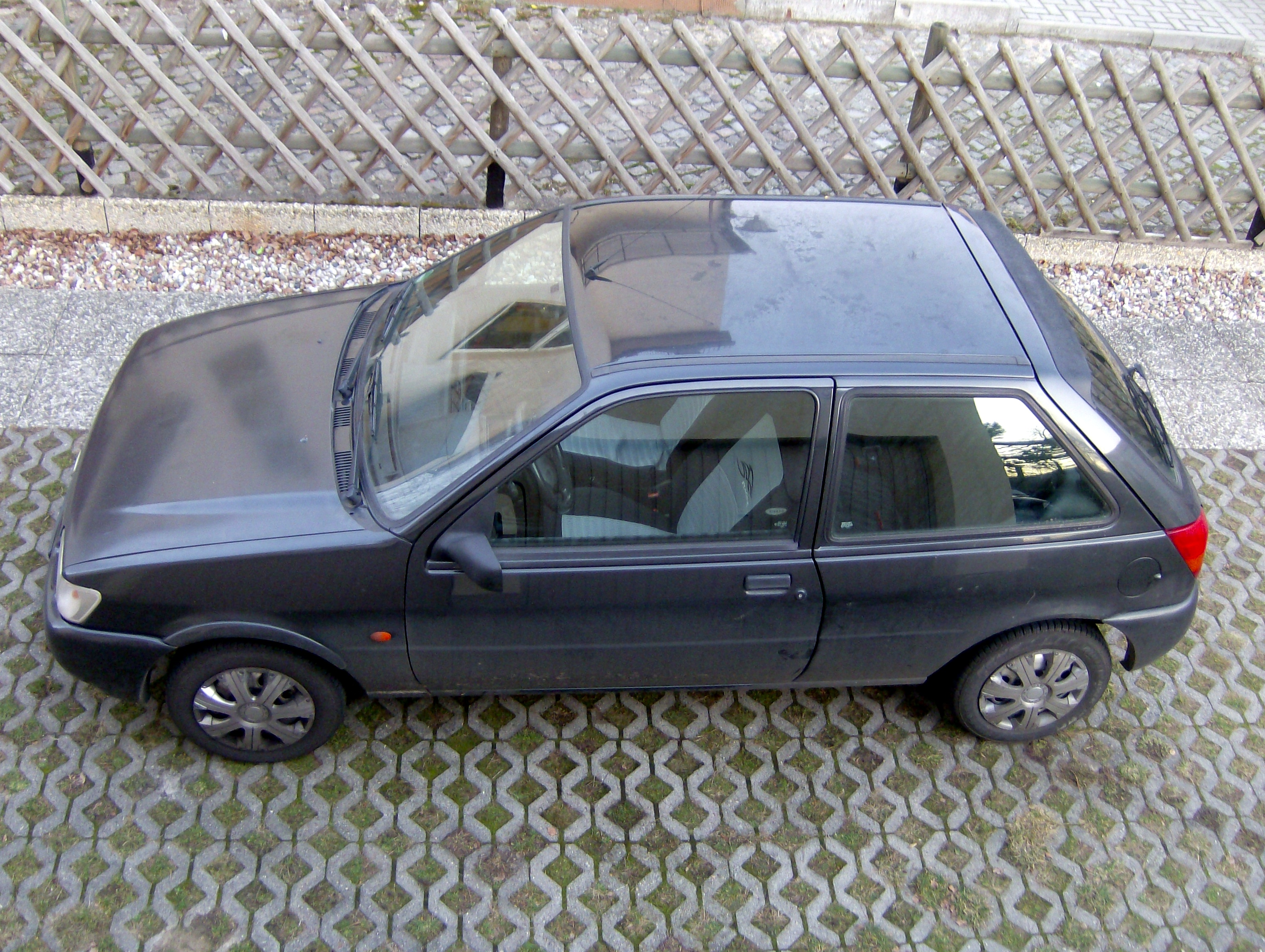
車頂俯視照
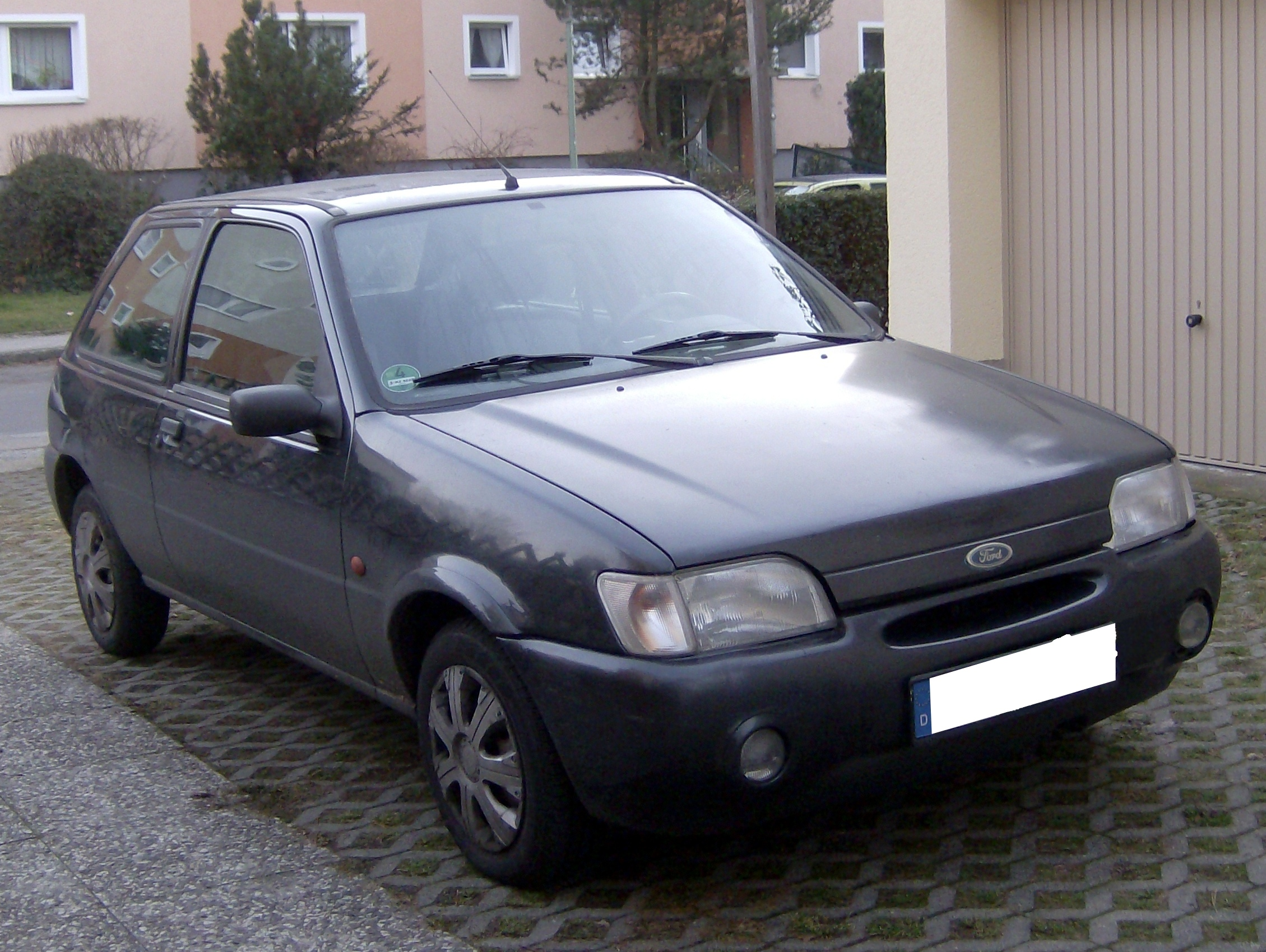
車頭
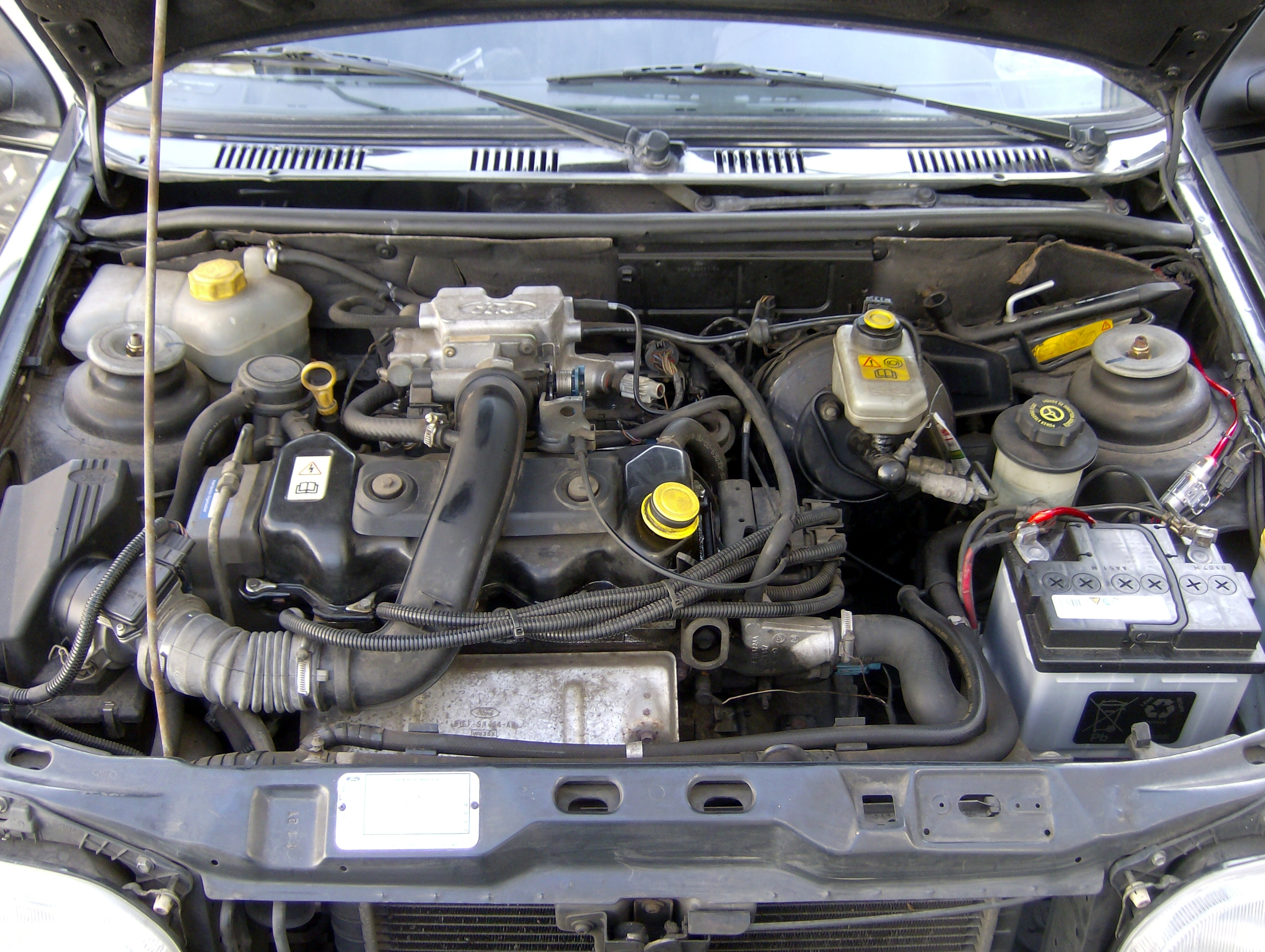
引擎室近照

## 第四代（1995年-2002年）
1995年大改款的第四代Fiesta（原廠內部代號BE91）在歐洲地區上市，福特汽車改良了許多包括懸吊系統在內的主要元件，使得這輛車成為同級距中操控性能的佼佼者。動力心臟方面換上新開發的1,242c.c.和1,388c.c.直列四缸DOHC Zetec-SE型引擎兩種，入門級車款則採用上一代使用過的Kent型引擎最終版本「Endura-E型」；另外尚有一具1.8L直列四缸Endura-D型柴油引擎可供選擇。前一代出現過的RS Turbo及RS 1800二款特仕車自此不再推出。1996年福特汽車入主日本馬自達汽車成為其母公司，因此第四代Fiesta貼上馬自達廠徽銘牌後稱作馬自達121，南非市場則叫做「馬自達Soho」，不過整體銷售數量略遜於第四代Fiesta。
由於市場特性與消費者用車習慣不同，南美洲的巴西、智利、阿根廷甚至配置了一具1.0L引擎。1997年Fiesta首度在南非地區國產化，僅有1.3L直列四缸OHV Kent/Endura-E型引擎可供選擇，但是獲得1998年年度南非最佳房車獎。1999年南非的Fiesta改換成具有多點燃油噴射系統與較厚曲軸箱的1.4L直列四缸OHC CVH/PTE型引擎。還有，第四代Fiesta未曾在北美洲市場販賣。
德國製造組裝的小型三門掀背式轎跑車福特Puma乃是基於第四代Fiesta而改造，與後者共享許多元件。而它搭載的1,679c.c.直列四缸DOHC Zetec-S型引擎，具有可變凸輪正時（Variable Cam Timing，縮寫成VCT）和齒輪比更理想的變速箱系統，故這些主要元件皆可和第四代Fiesta流用。此外兄弟車馬自達121和Fiesta雖然都在同一條生產線上製造，零件也幾乎一樣，但根據J.D. Power市調公司所做的調查，馬自達121的產品品質明顯地更可靠，消費者滿意度也比Fiesta高。

### 動力規格參數
| 引擎型式 | 直列四缸汽油引擎：福特Kent#Endura-E型（OHV）、福特Zetec-SE型（OHC）及柴油引擎（OHC）  |
| 容積     | 汽油：1,242–1,596c.c.，柴油：1,753c.c.                                                |
| 馬力     | 59–91bhp                                                                              |
| 極速     | 154–180km/hr                                                                          |
| 加速表現 | 0–100km/hr費時 1.25L：11.9秒 1.4L：10.8秒 1.8D：14.7秒 1.8D：16.2秒 1.4L Zetec：9.6秒 |
| 油耗表現 | 7.4–6.1 L/100km                                                                       |

### 小改款
1999年第四代Fiesta小改款上市，承襲福特「New Edge」設計概念及福特Focus啟發的車頭設計，前後保險桿和輪圈皆重新打造，並新增1.6L直列四缸DOHC Zetec-SE型引擎的動力、側邊安全氣囊、皮椅內裝等。2001年新加入一具1.8L直列四缸Endura-D型柴油引擎，120g/km的二氧化碳排放量比前代LT/Lynx型還要好。三門掀背式的小改款第四代Fiesta則在2002年第五代大改款上市時，持續在歐洲市場販賣到該年12月。
在南非，福特汽車改以1.3L和1.6L的Zetec Rocam型引擎取代歐規版的Sigma型引擎，這兩種引擎搭配福特B平台後來形成2000年在印度上市的四門轎車福特Ikon（原廠內部代號C195）。福特Ikon也在巴西（當地做為Fiesta四門轎車版）、南非、墨西哥等開發中國家組裝販售，因為這些國家的消費者比較偏好四門轎車的外型。由於品質可靠，Ikon在這些市場獲得成功的迴響，甚至發展出名為「福特Courier」的皮卡貨車車型。此車款的南非版加大軸距與車室空間，故有4個車門；巴西版則僅有2個車門。
2003年1月，新成立的长安福特正式出产第一台中国产福特汽车即源自印度福特的Ikon改称的嘉年华。售价8.88-12.78万元，仅配备1.6L汽油引擎。福特宣称此车是基于福特B平台的中国特供车型，但实际上因为与Ikon太过相似、加上长安工厂组装品质工艺欠佳，该车型市场惨淡，在2006年停产。

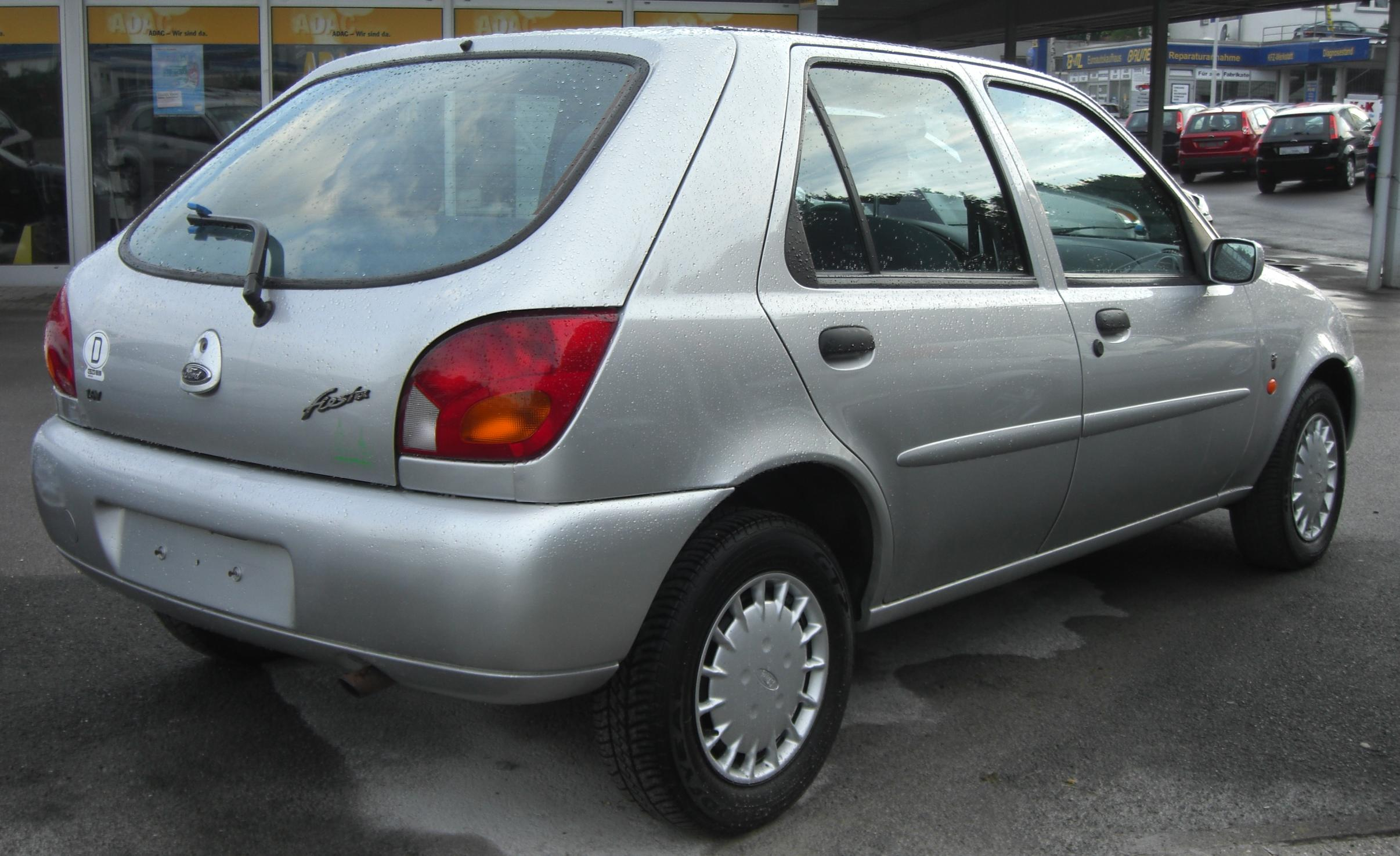
前期型車尾
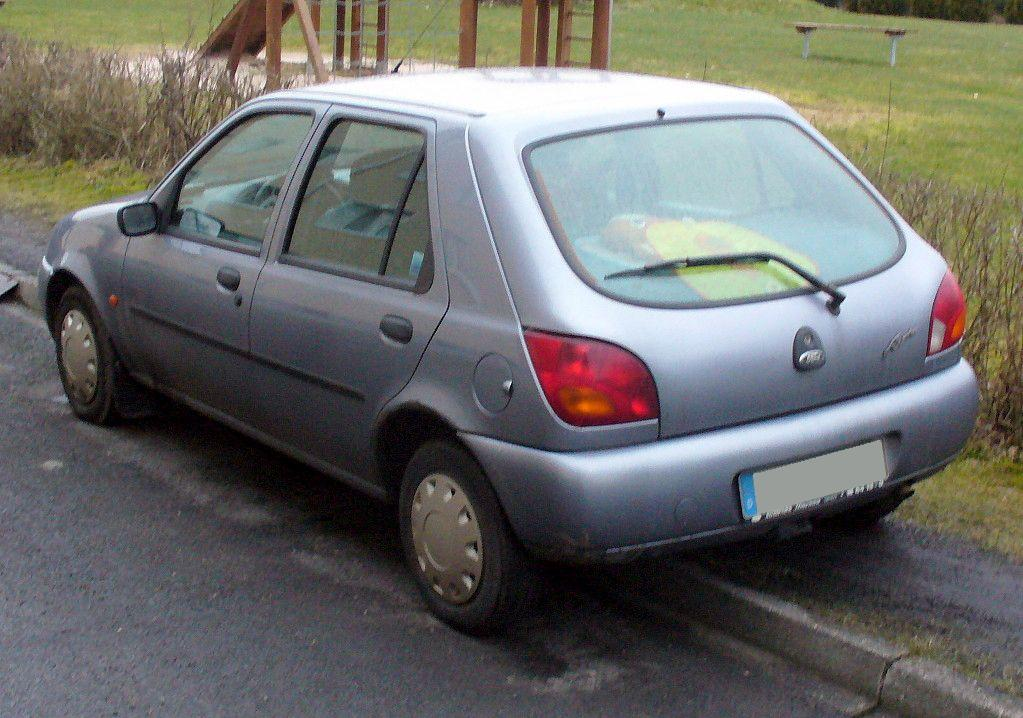
後期型車尾
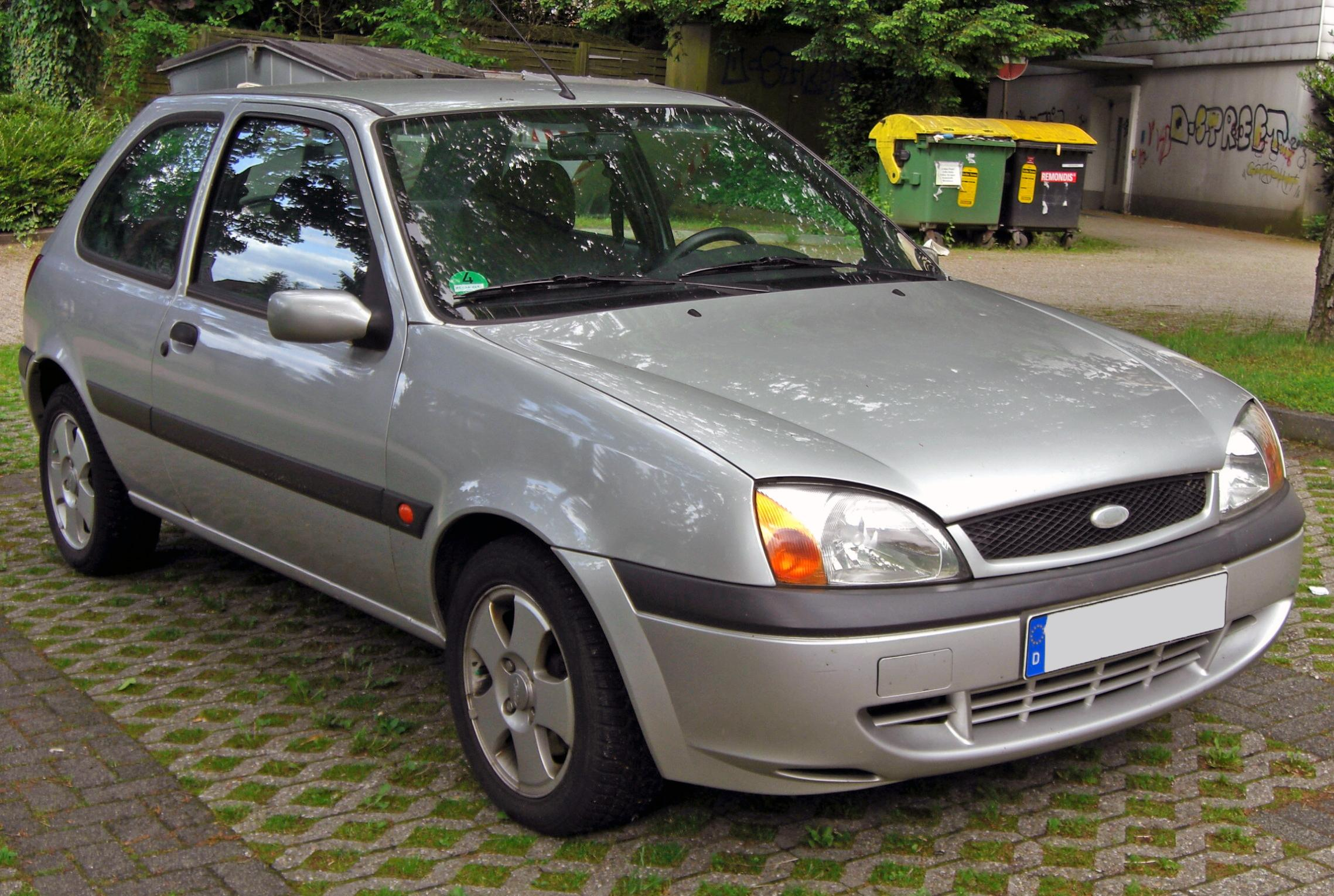
德國版車頭
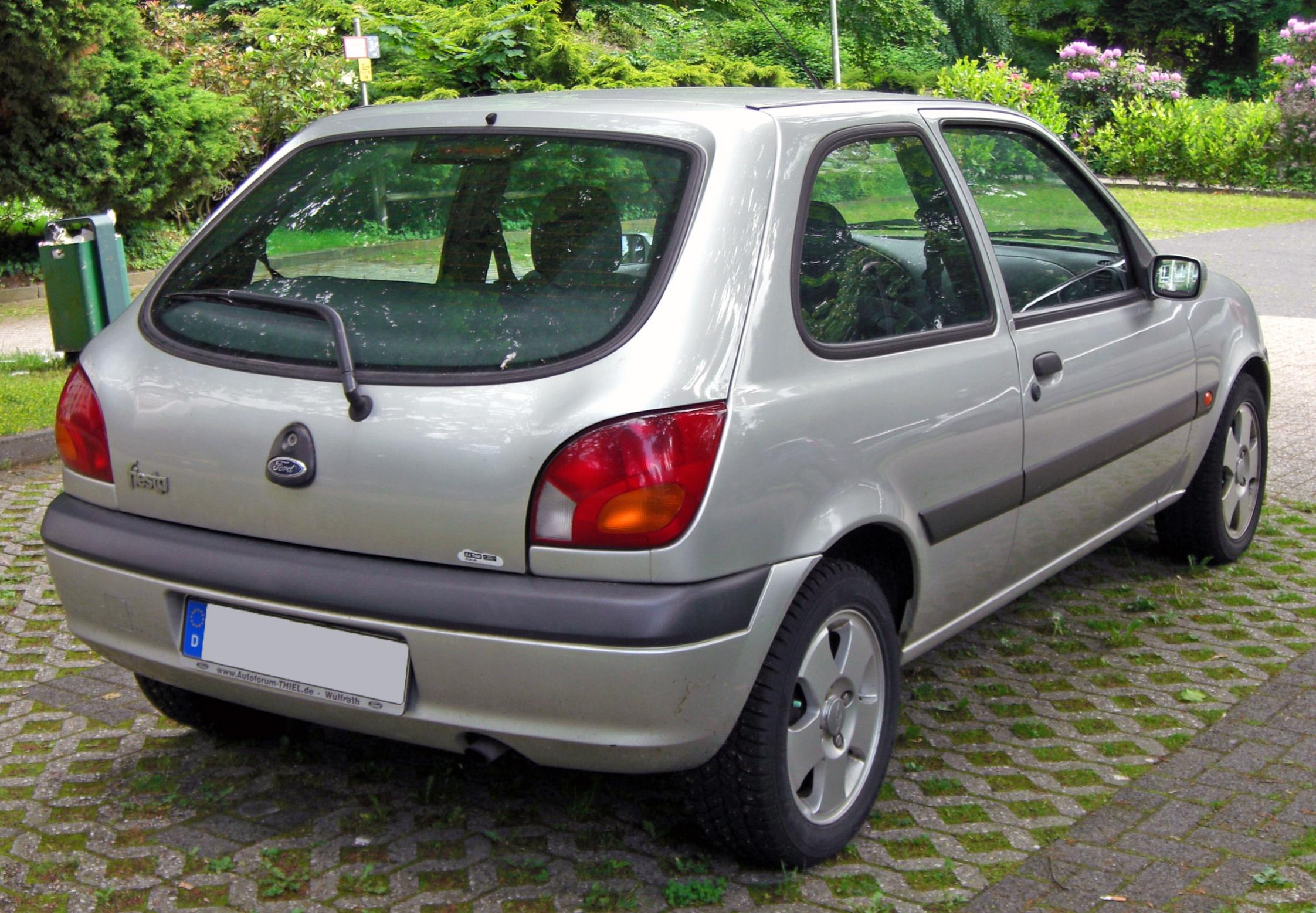
德國版車尾
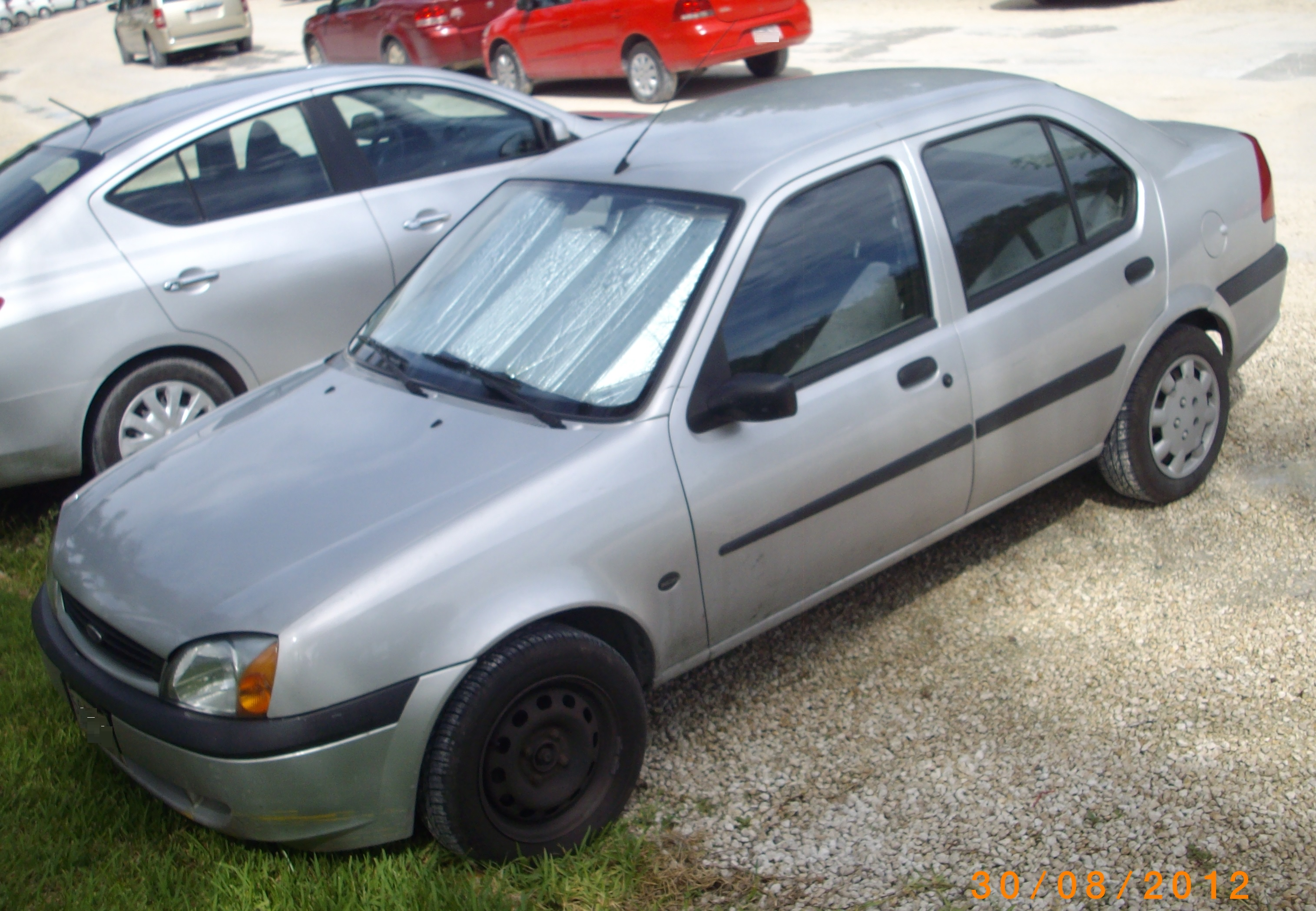
四門型車頭
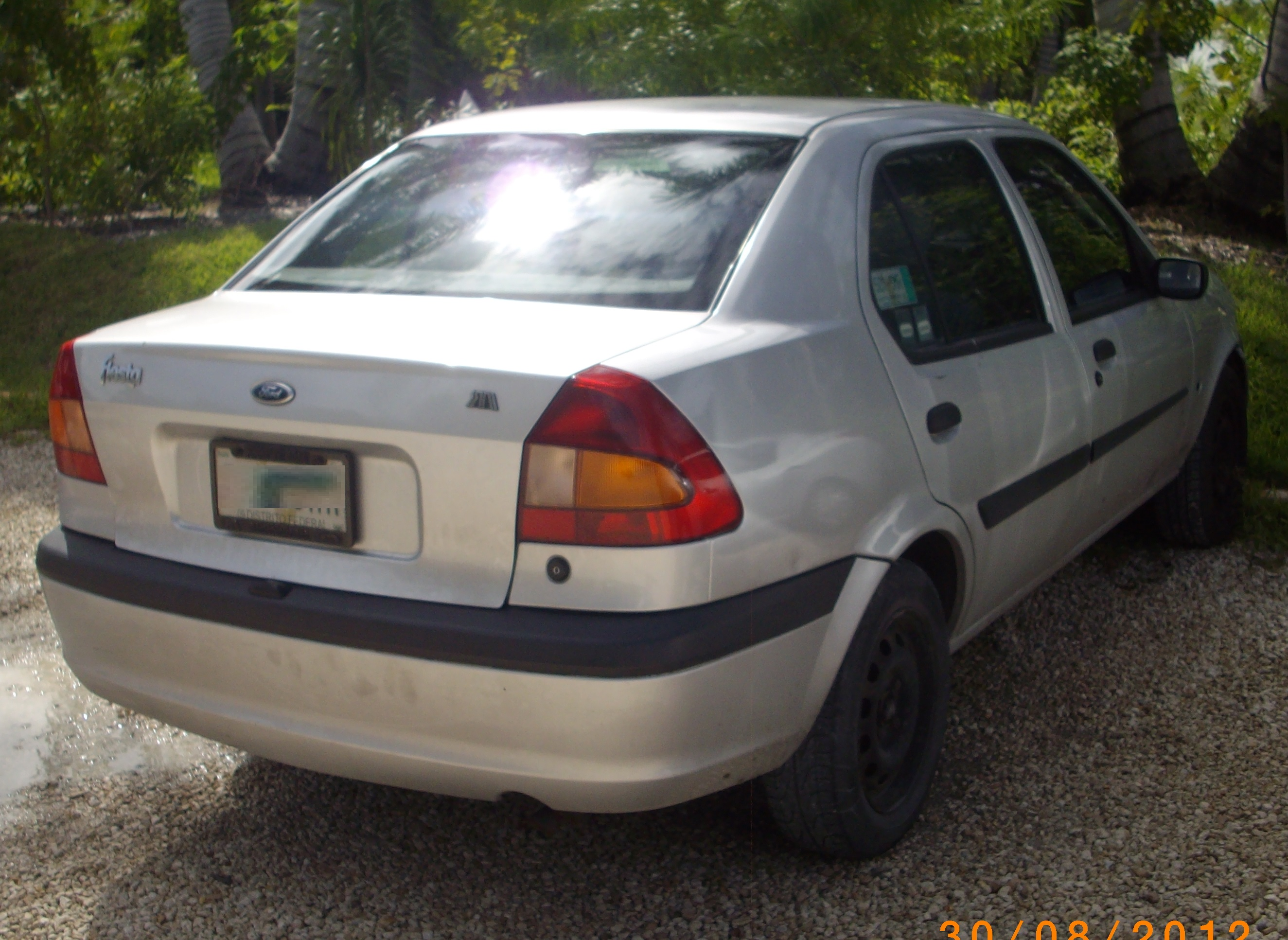
四門型車尾
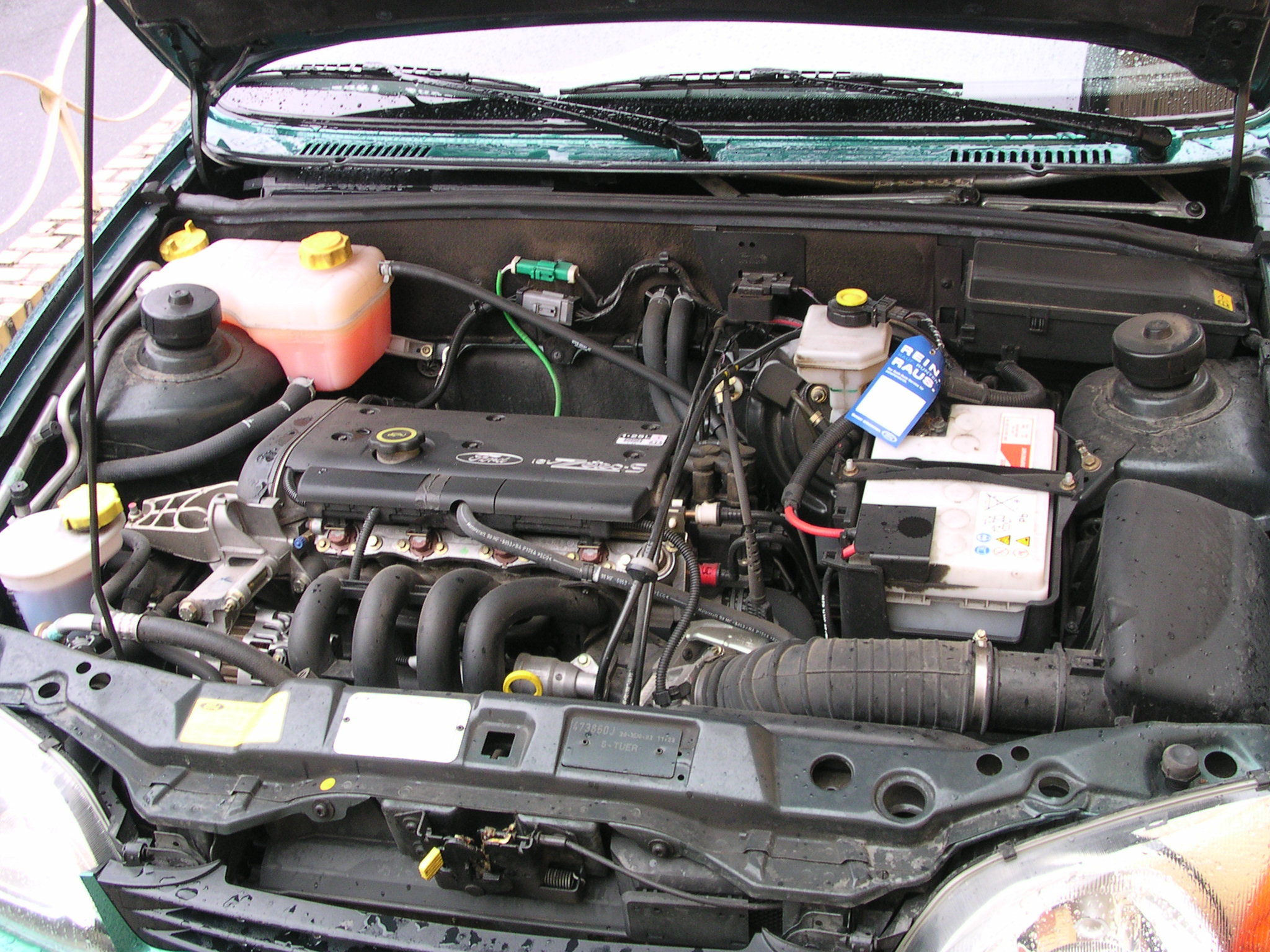
引擎室近照
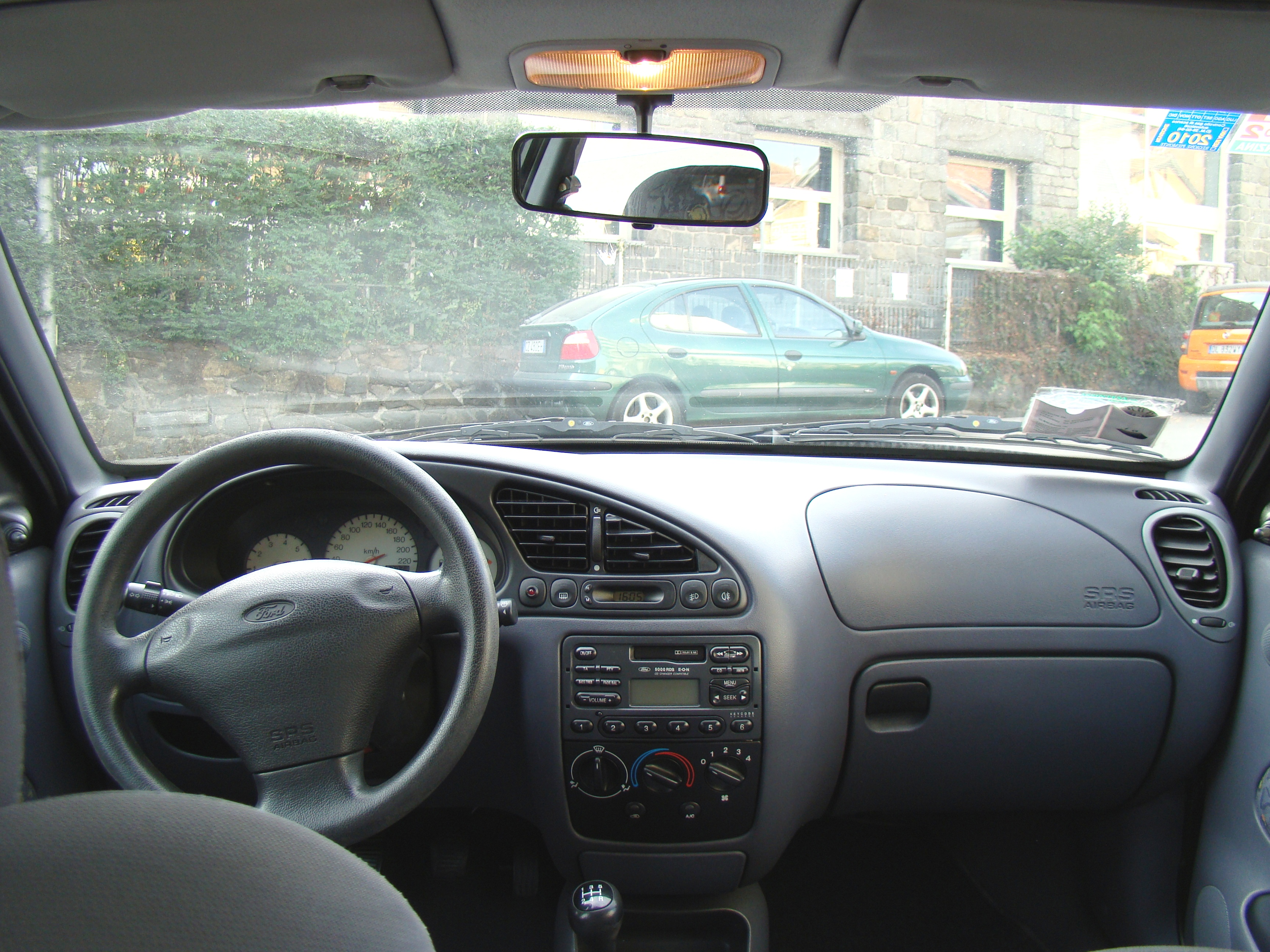
內裝
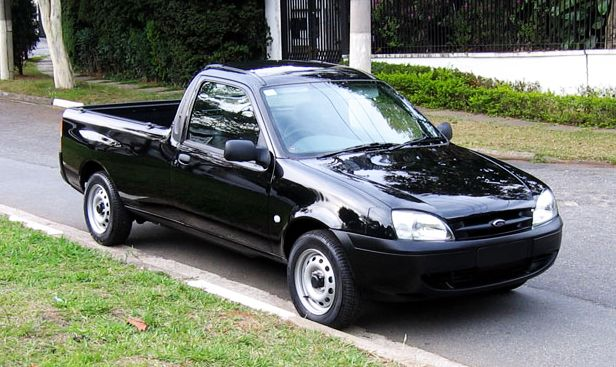
福特Ikon衍生出的福特Courier

## 第五代（2002年-2008年）
2002年4月1日大改款的第五代Fiesta在歐洲正式發表，上一代搭載的Zetec型引擎重新命名成Duratec型，且自本代起加裝ABS防鎖死煞車系统和副手席安全氣囊。另外新增了1.4L和1.6L直列四缸Duratorq DLD-414型渦輪增壓柴油引擎，此二具柴油引擎乃由福特汽車與法國標緻雪鐵龍集團合股投資的工廠供應。不過英國等地的消費者常將此代車型誤認成第四代，而第四代的小改款卻被誤認成第五代。
福特汽車首度將第五代Fiesta引進亞洲和澳大利亞市場，用以取代韓國起亞製造的第二代福特Festiva。2006年6月27日臺灣福特六和引進第五代Fiesta，配置1.6L直列四缸DOHC Zetec-SE型引擎與四速自動變速箱，可輸出最大馬力100hp / 6,000rpm與最大扭力14.9kgm / 4,000rpm。懸吊系統採前麥花臣、後拖曳臂式之設計，外型則為五門掀背式。在安全配備上，SRS雙前座安全氣囊、ABS防鎖死煞車系统、側門防撞鋼樑等皆為標準配備。為了吸引年輕車主，不同的車色搭配不同的內裝座椅與儀表板顏色；其他配備則有附音響快撥鍵的方向盤、具備電動除霧及自動折收功能的後視鏡、頭燈在汽車熄火後提供30秒照明等。不過手搖式天窗和後窗、手排變速箱等配備，讓這輛車在臺灣市場並沒有出色的銷售量。

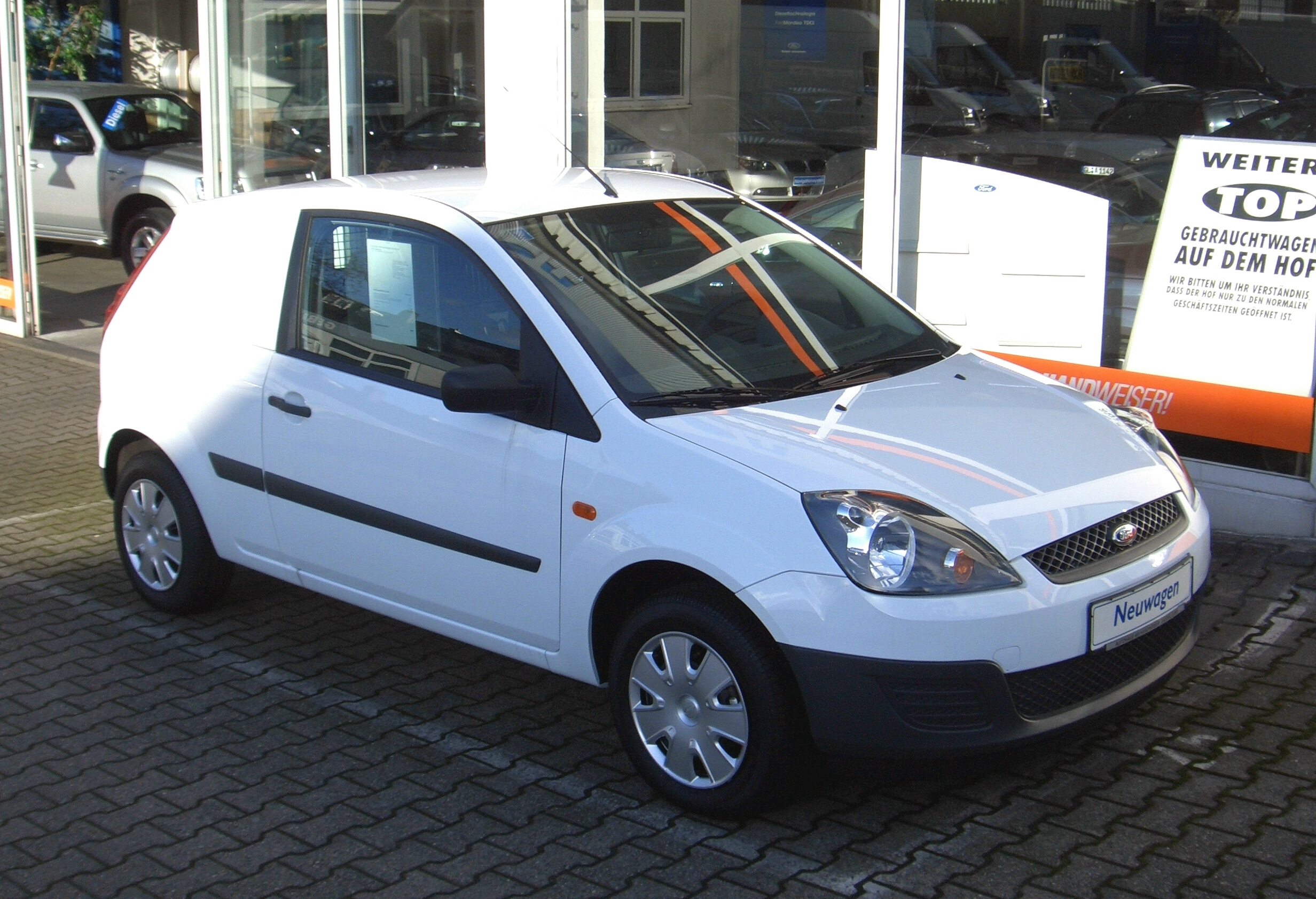
貨車版

在印度市場，福特汽車同時販售四門轎車式福特Ikon和第五代Fiesta。直到2011年4月，因為Ikon無法通過當地的巴拉特廢氣排放標準（（英文）Bharat Stage emission standards）才正式停產。由於該市場潛力無窮，為了和對手現代Verna（即現代Accent）、本田City、鈴木SX4、福斯Vento等競爭，福特改推第六代Fiesta上市，但以低廉的價格和雙前座安全氣囊等新配備應戰，該車款稱為Fiesta Classic。
巴西福特開發了一種成本更廉價的Zetec-S型引擎，這種叫做Zetec Rocam型或Duratec 8V型的引擎分為1.0L和1.6L二種，採單凸輪、8汽門、正時鏈條之設計，可以使用燃料乙醇、汽油或二者之混合燃料。五門轎車版之原廠內部代號為B256，三門掀背車版的則為B257。南方共同市場國家販售的Fiesta則配置1.6L直列四缸SOHC Zetec型引擎，配合四速自排或五速手排的變速系統可達最大馬力98bhp。另外，尚有一具1.4L直列四缸Duratorq DLD-414型渦輪增壓柴油引擎可供選購。哥倫比亞的Fiesta搭載一具1.0L直列四缸SOHC Zetec Rocam型引擎，搭配增壓器可輸出96bhp的馬力；不過2009年起改以墨西哥製造的第六代Fiesta取代。由於前述南方共同市場版本的Fiesta不符合智利的法規要求，故該國的Fiesta乃自墨西哥進口。2003年至2010年第五代車型也引進墨西哥市場，名為Fiesta。但是自2012年起，福特汽車改進口巴西製造的第六代Fiesta，並將第五代Fiesta更名成「Ikon Hatch」，成為兩代Fiesta同時在墨西哥市場銷售的局面。
自2004年日內瓦車展首度現身後，Fiesta ST之性能版特仕車於2005年11月在歐洲推出，搭載1,999c.c.直列四缸DOHC Duratec 20型引擎，配合五速手排變速箱可輸出150ps的最大馬力和208km/hr的極速。外觀方面具有17吋鋁合金鋼圈、全車空力套件，內裝則在前座椅和方向盤上裝了「ST」徽飾。澳洲市場亦推出此款特仕車，但稱之為Fiesta XR4。2002年10月福特RS團隊（（英文）Ford Team RS）和福特歐洲設計中心在伯明罕車展上共同推出一款Fiesta RallyeConcept三門性能概念車，用以參加世界青年拉力錦標賽的超級1600（Super 1600）拉力越野賽。其搭載之1.6L Duratec型引擎最高可輸出200bhp馬力，並裝置了美國阿文美馳（（英文）Arvin Meritor）4-2-1排氣管、英國修蘭（Hewland）六速序列式變速箱、前麥花臣懸吊及後扭樑式懸吊、15幅式鎂合金輪圈配18吋倍耐力P-Zero輪胎等。接著在2004年，福特汽車公佈由德國改裝廠貝爾德蘭特（（德文）Bertrandt AG）和歐洲福特公司共同調適的Fiesta RS Concept性能概念車。同樣採用2.0L直列四缸Duratec HE型引擎為動力，最大出力值可以達到180bhp。不過原廠沒有公開詳細規格，僅知輪距略微加寬、煞車系統和排氣管尾端鍍有陶瓷鍍膜、車頭保險桿和後擾流尾翼則採用稍早發表的RallyeConcept式樣。
在印度市场，Ikon和第五代嘉年华共同销售。
本代嘉年华第一次出现了Crossover风格车体。

### 小改款
2005年11月第五代的小改款上市，大多是外觀上的修改，諸如：頭、尾燈、前保桿式樣、側裙、附方向指示燈和自動折收功能的後視鏡。而在內裝方面，質料更好的儀表板、藍牙語音控制系統、行車行程電腦、MP3音響、ESP電子車身動態穩定系統等。小改款果然刺激了其銷售成績，凌駕其他競爭對手，2006年2月福特汽車公佈Fiesta的銷售比起去年同期成長25%，同時在2006、2007連續二年蟬聯英國年度最受歡迎超迷你車車款。此代嘉年华并未引入中国销售。
2008年3月福特推出由英國勞什科技公司（（英文）Roush Technologies Ltd.）開發的Fiesta ST性能特仕車，共分成二種：第一款包含高流量觸媒及渦輪管狀岐管，重新調校的2.0L直列四缸Duratec型引擎可輸出165ps的馬力；第二種則再加裝新凸輪軸和氣門彈簧，使得最大馬力一舉提高至185ps。2008年6月又推出限量500部的Fiesta ST 500，包括17吋11幅黑色鋁合金鋼圈、紅色煞車卡鉗、碳纖維紋路內裝、SONY音響系統與加熱座椅等。

### 動力規格參數
| 引擎型式 | 直列四缸汽油引擎：福特Duratec型（OHV）、福特Zetec-SE型和Duratec 20型（OHC）；柴油引擎：福特Duratorq DLD-414型和Duratorq DLD-416型（OHC） |
| 容積     | 1,242-1,998c.c. |
| 馬力     | 60-150bhp |
| 極速     | 151–210km/hr |
| 加速表現 | 0–60mph費時7.9–18.8秒 |

## 第六代（2008年-2019年）

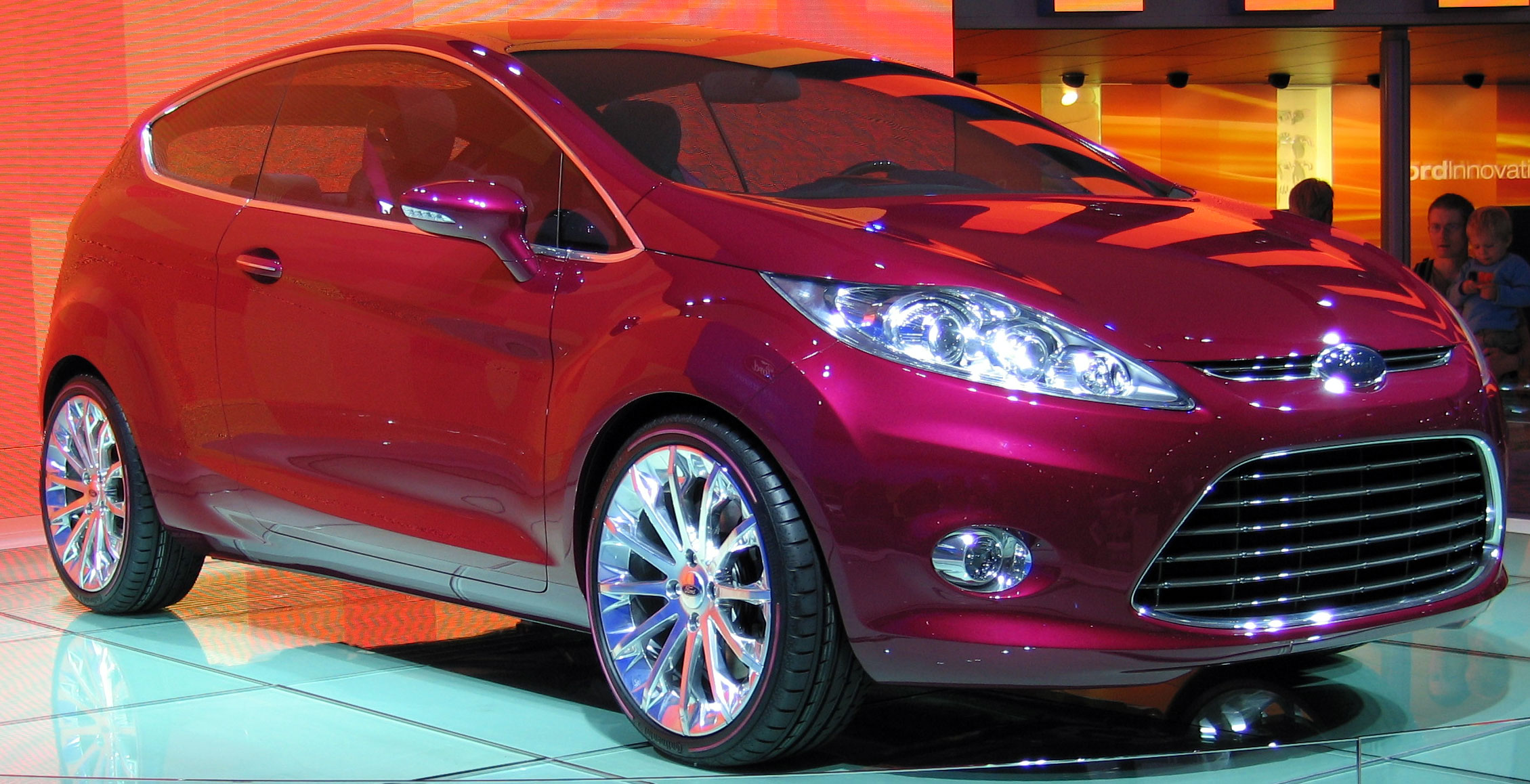
福特Verve概念車

2007年9月福特汽車在法蘭克福車展推出一款名為「Verve」的概念車，即為第六代Fiesta之雛型。2008年8月正式在福特的德國科隆工廠下線生產，第六代Fiesta採用B3平台，共分成三或五門掀背車、四門房車、雙門廂式商用車（僅限歐洲地區）等車型。動力來源則有1.3L直列四缸SOHC Duratec 8v型、1.4L直列四缸DOHC Duratec型、1.6L直列四缸DOHC Duratec Ti-VCT型、1.6L直列四缸DOHC EcoBoost Ti-VCT型、1.4L直列四缸Duratorq DLD-414型渦輪增壓柴油引擎、1.6L直列四缸Duratorq DLD-416型渦輪增壓柴油引擎、1.6L直列四缸Duratorq DLD-416 ECOnetic型渦輪增壓柴油引擎等選擇。其中1.6L直列四缸Duratorq DLD-416 ECOnetic型柴油引擎在2009年推出，乃以原Duratorq型柴油引擎加裝一具特殊過濾器，並經過輕量化與空氣動力學的調整，故其排放的二氧化碳只有98g/km，享有英國免徵車輛消費稅（（英文）Vehicle Excise Duty）和0英镑路税（Road Tax）的優惠。經測試後這具引擎的油耗表現為3.6L/100km，比油電混合車豐田Prius更好。不過因為福特高層認為ECOnetic型的Fiesta若採進口方式進入美國市場則獲利不高，若投資3.5億美元升級墨西哥工廠之設備以便供應北美洲市場，一年賣不到35萬輛則不敷成本，所以該具引擎並未引進北美市場。第六代Fiesta自2008年10月交車以來，兩年內便創下全球銷售94萬輛的紀錄，其中有81萬輛在歐洲市場賣出，佔了86%。和前五代一樣Fiesta廂型商用車仍舊推出，歐洲市場於2009年秋季發表，而英國市場更於同年9月推出裝置1.6L直列四缸SOHC Duratorq DLD-416 ECOnetic型渦輪增壓柴油引擎的Fiesta Van ECOnetic車型，宣稱平均油耗可達27.0km/L。IIHS评选嘉年华为小型车的安全首选。嘉年华在所有撞击测试中都获得了最佳成绩。
2009年洛杉矶汽车展上，福特公布了北美市场的嘉年华。2010年5月开始，福特在墨西哥工厂开始生产北美、南美款嘉年华，次月开始出货。墨西哥工厂在2019年8月停产此线。
2009年3月6日由長安福特馬自達汽車（現已拆分成長安福特汽車）國產化的第六代Fiesta在中國上市，動力來源有1.3L直列四缸DOHC Duratec型（實為馬自達ZJ-VE型）和1.5L直列四缸DOHC Duratec型（實為馬自達ZY-VE型）二種，配合四速自排與五速手排的變速箱。懸吊系統為前麥花臣、後扭力樑式，搭配E-PAS電子輔助轉向系統。該車款共有10種車色可選，而標準配備有ABS防鎖死煞車系统、EBD電子制動力分配系統、前座雙安全氣囊等，頂級車款另可選購側安全氣囊與安全氣簾、後倒車雷達、電動天窗、自動恆溫空調等配備。不過由於輪圈的氣門嘴安裝孔有毛邊，可能割破氣門嘴造成輪胎漏氣，長安福特馬自達汽車於2009年7月13日起召回從2008年10月22日至翌年5月14日期間生產的7千5百餘輛嘉年華，以改正此一缺失。
臺灣市場方面，福特六和於2009年9月14日正式發表自德國進口的1.4L五門時尚版和1.6L五門運動版二種車型。前者配置四速自排變速箱，後者則有五速手排變速系統可選購；前者可輸出96hp / 13.1kg·m的最大出力，後者則為120hp/15.5kg·m。標準配備含有五具安全氣囊、HMI人因介面、USB/AUX音源插槽、整合式藍牙行動電話裝置等，1.6L車型則另增配ESP電子車身穩定系統、ABS防鎖死煞車系统、EBD電子制動力分配系統等。2012年2月23日福特六和更進一步將第六代Fiesta國產化，但保留原進口的1.4L五門時尚版和1.6L五門運動版（改稱「五門運動旗艦版」）。國產化產品線新增1.6L四門時尚版與1.6L五門運動版，皆配置PowerShift雙離合器六速自手排變速箱，最大馬力122ps / 6,300rpm、最大扭力15.1kg·m / 4,300rpm。標準配備有雙前座安全氣囊、ESP電子車身動態穩定系統、EBA電子剎車力道輔助系統、ABS防鎖死煞車系統、EBD電子制動力分配系統、USB / AUX-in音響系統等，PowerShift車型更搭載HSA斜坡起步輔助系統，而進口二種車型則增加側向、膝部等三具安全氣囊。
巴西的Fiesta乃自福特墨西哥工廠進口，且只有四門轎車型可選。該車款搭載巴西本地製造的1.6L直列四缸Sigma型引擎，可以加入燃料乙醇、汽油或二者之混合燃料，但是卻沒有可變氣門正時機構。該具引擎加汽油時可輸出110bhp的馬力和155N·m的扭矩，加燃料乙醇時則分別為115bhp和159N·m。在美國市場亦有四門轎車和五門掀背車二種車型，均搭配PowerShift雙離合器六速自手排變速箱，而前保險桿造型則稍事修改以符合聯邦政府的法令規定。而在印度市場，福特Ikon歷經10年的產品生命週期，因無法通過當地的巴拉特廢氣排放標準（（英文）Bharat stage emission standards）才停產。於是印度福特改以第六代Fiesta投放，入門等級的三廂式四門轎車福特Classic共有1.4L直列四缸SOHC Duratorq DLD-414型渦輪增壓柴油引擎及1.6L直列四缸DOHC Duratec Ti-VCT型引擎二種動力，一律搭配五速手排變速系統。進階等級的三廂式四門轎車才叫做Fiesta，搭載1.5L直列四缸DOHC Duratec型（實為馬自達ZY-VE型，故與中國版相同）引擎，變速箱則有五速手排和六速自排可選擇。兩款車型的頭尾燈、前後保險桿造型均不同，內裝配備也迥異。2012年8月14日印度福特主動召回共約12.8萬輛的Figo（系出Fiesta的五門掀背微型車）和Classic，該批車輛於2008年至2010年間製造，因後扭力樑懸吊存在裂痕，可能導致汽車無法行駛。此外，動力轉向軟管因材質不佳，可能使燃油洩漏而引發火災。

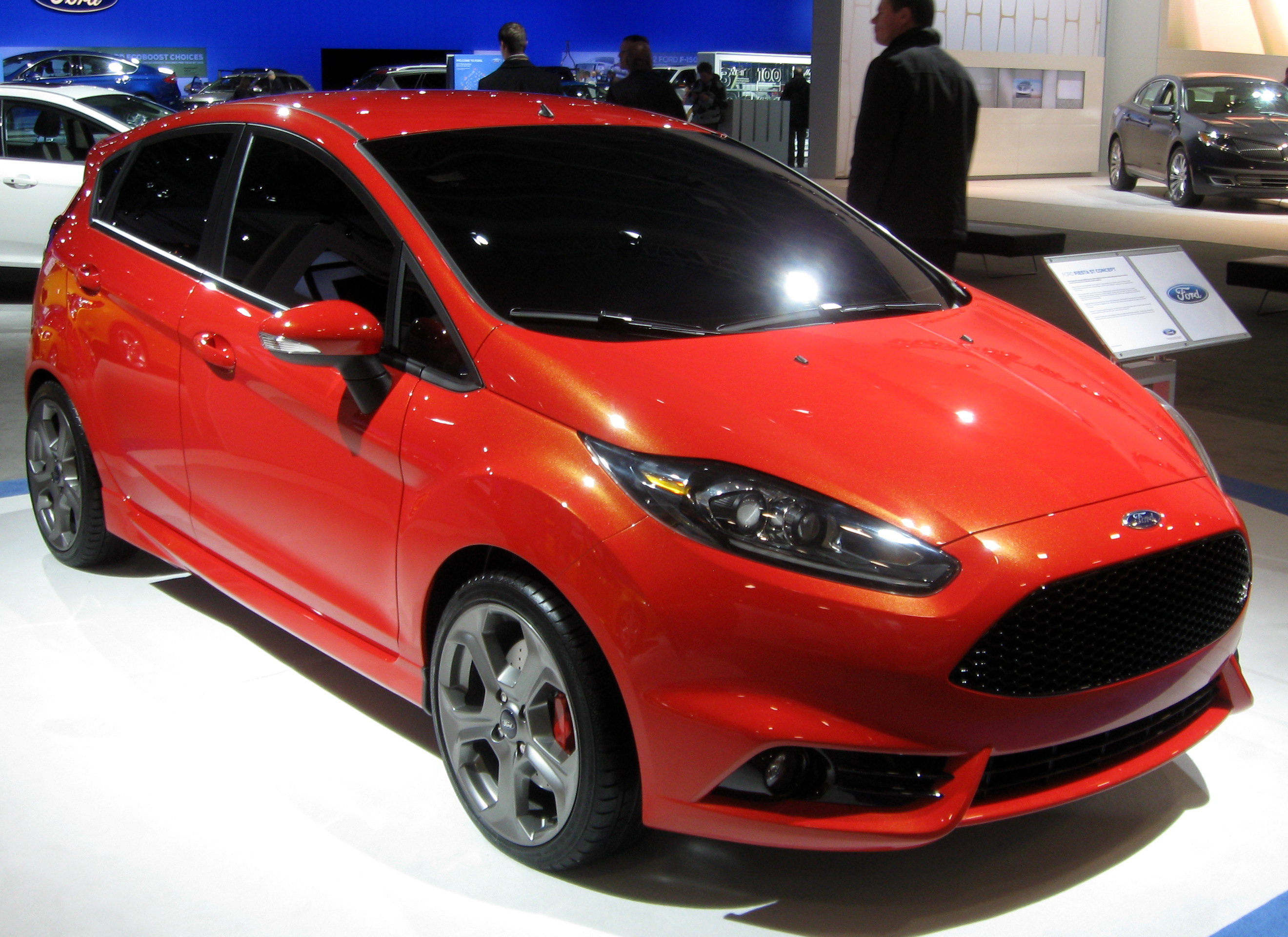
Fiesta ST Concept

2011年福特汽車在法蘭克福車展公開Fiesta ST Concept五門掀背概念車，2012年又在洛杉磯國際車展發表由福特RS團隊（（英文）Ford Team RS）和SVT團隊（（英文）Special Vehicle Team）攜手打造的Fiesta ST性能版特仕車。車身外觀方面包含全車空力套件，前軸懸吊系統將轉向齒比設定為13.6：1，後軸懸吊則強化了側傾剛性。車高部分比標準型Fiesta低了15mm，而ESP電子車身動態穩定系統具有標準、運動、與關閉等三種模式。內裝部分則有Recaro跑車座椅、人造碳纖維飾版、跑車化方向盤、鋁合金腳踏版、SYNC多媒體系統等配備，此外高輸出調校的1.6L直列四缸DOHC EcoBoost型渦輪增壓引擎搭配六速手排變速箱，可輸出高達197hp、29.59kg-m的動力。此款性能版特仕車非但在歐洲上市，也會在北美洲販售。
2011年式第六代Fiesta被美國公路安全保險協會（Insurance Institute for Highway Safety，縮寫成IIHS）獲選為小型車安全首選，其中無論四門房車型或五門掀背車型，在正面、側面、後方及車頂支撐性上都獲得「良好」的評價。

### 小改款
2012年9月29日開幕的巴黎車展上，福特汽車公開小改款的Fiesta。車迷俗稱「馬丁頭」或「馬丁臉」的梯形車頭水箱罩為外觀重大變革，頭燈也整合了LED日間行車照明燈，另追加SYNC通訊系統。新開發的Active City Stop市區主動防撞系統，能協助駕駛人避免市區可能發生的低速碰撞意外。還有一套「MyKey系統」提供駕駛人設定車速和音響音量的上限，並與駕駛安全輔助裝置連動。比如車內乘員若沒有將安全帶確實扣好，音響將會保持在靜音狀態，直到確實完成後才可啟用。
2014年2月26日臺灣福特六和汽車發表小改款Fiesta，新增1.0L直列三缸DOHC Ecoboost型渦輪增壓引擎之動力，可榨出125ps / 6,000rpm的最大馬力、17.3kg·m / 1,400-4,500rpm的扭力峰值。車頭外型改為車迷俗稱「馬丁頭」的梯形水箱罩，並提供9種車色，其中規格較高的1.5L和1.0L運動型車款另標配恆溫空調系統、Keyless免鑰匙車門啟閉、Push Start引擎啟動鍵、感應式頭燈以及感應雨刷等配備。
2020年2月，因品牌聲量以及車室空間表現上皆處弱勢，在庫存完售後，將正式退出台灣市場。

### 獲獎紀錄
- 2008年：德國紅點設計大獎。

- 墨爾本車展上的Fiesta
- 瑞典版Fiesta
- Fiesta ST車頭
- Fiesta ST車尾
- 小改款車頭
- 小改款車側
- 小改款車尾

## 第七代（2017-至今）
2016年11月，福特德国发表了新一代嘉年华。在这一代中，额外添加了crossover风格的Active版本和顶配的Vignale版本。
因SUV和皮卡销量冲击，本代嘉年华放弃了澳洲和北美市场。但澳洲市场仍可买到ST版本。

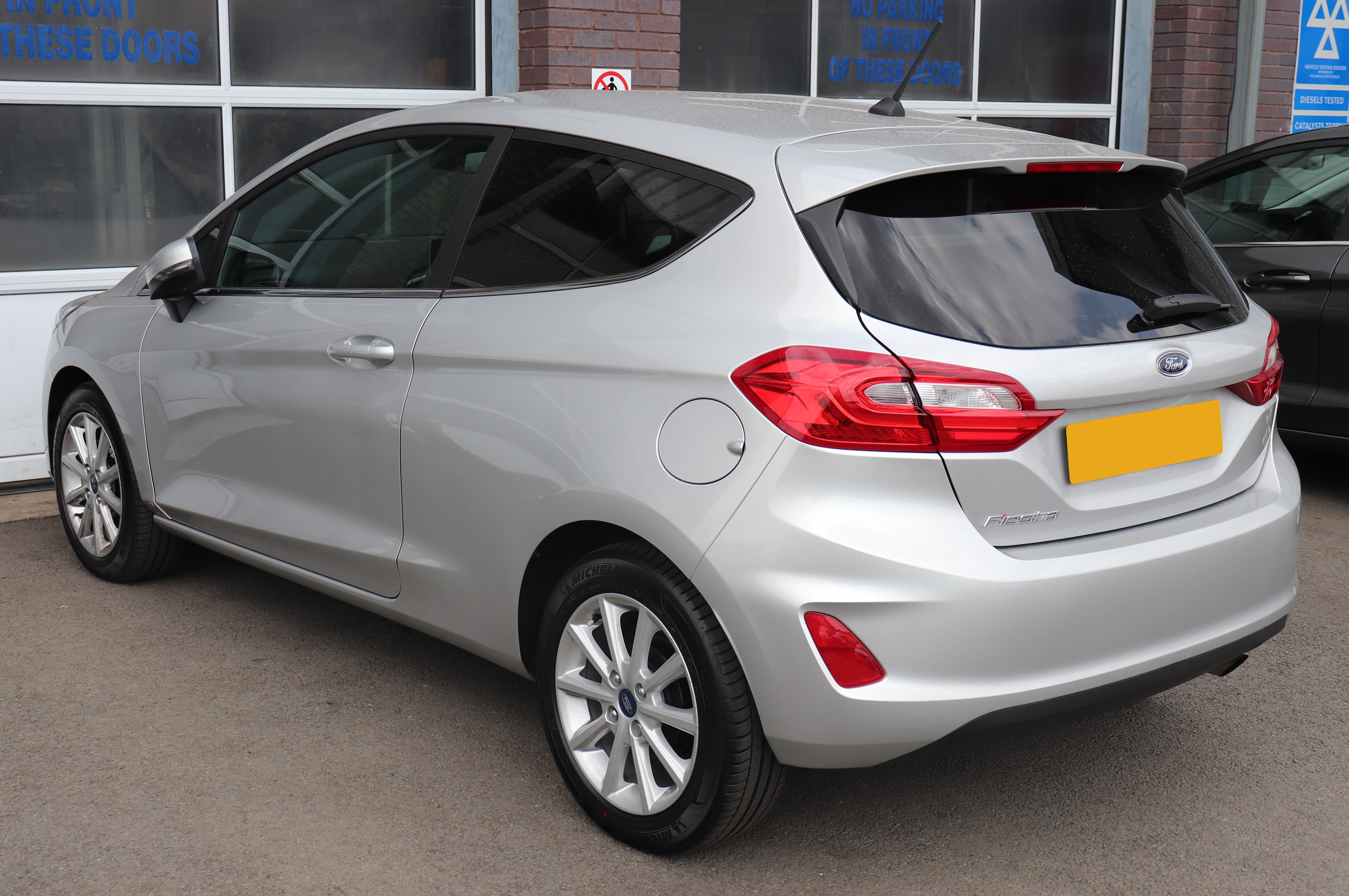
車尾（三門）
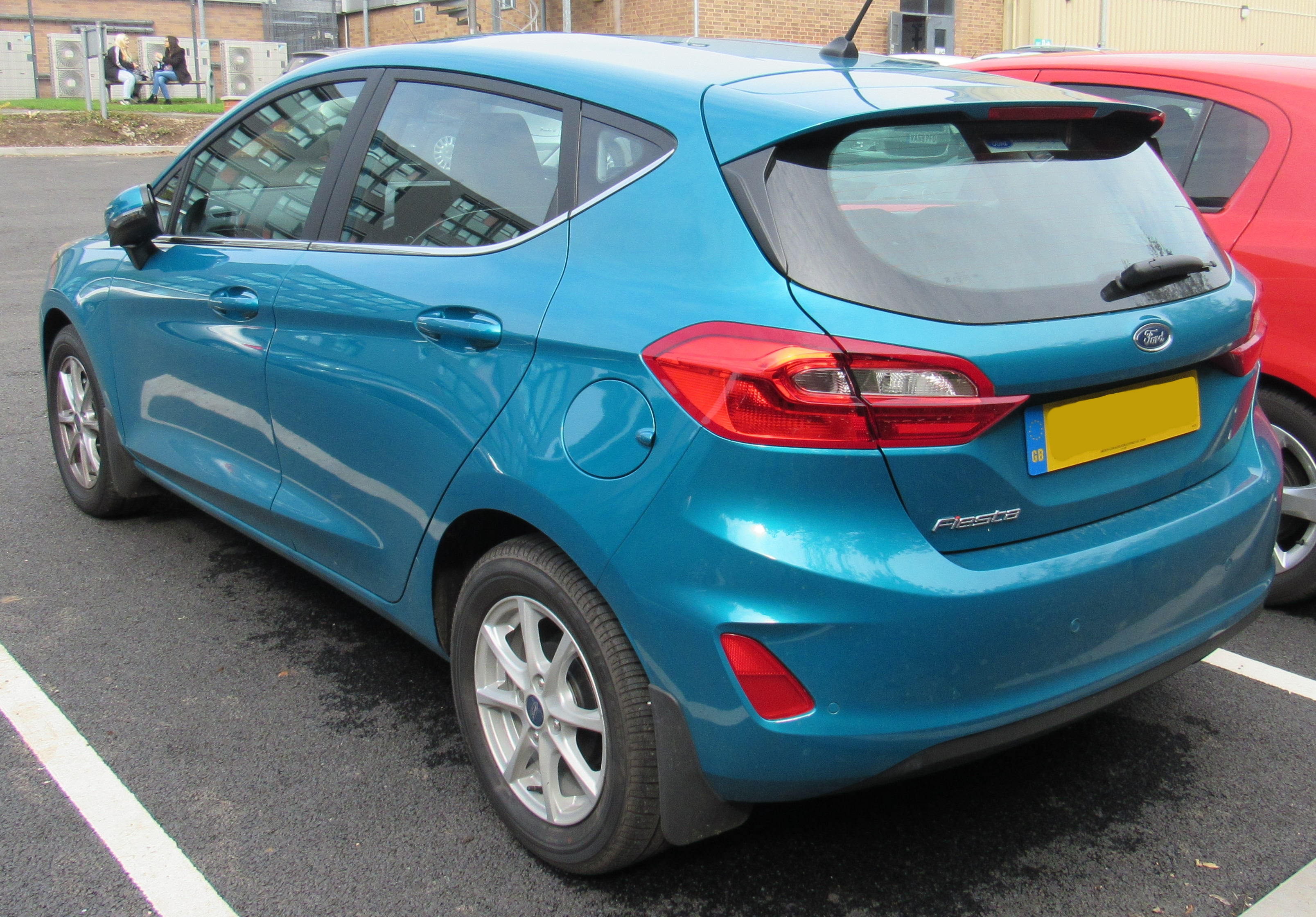
車尾（五門）
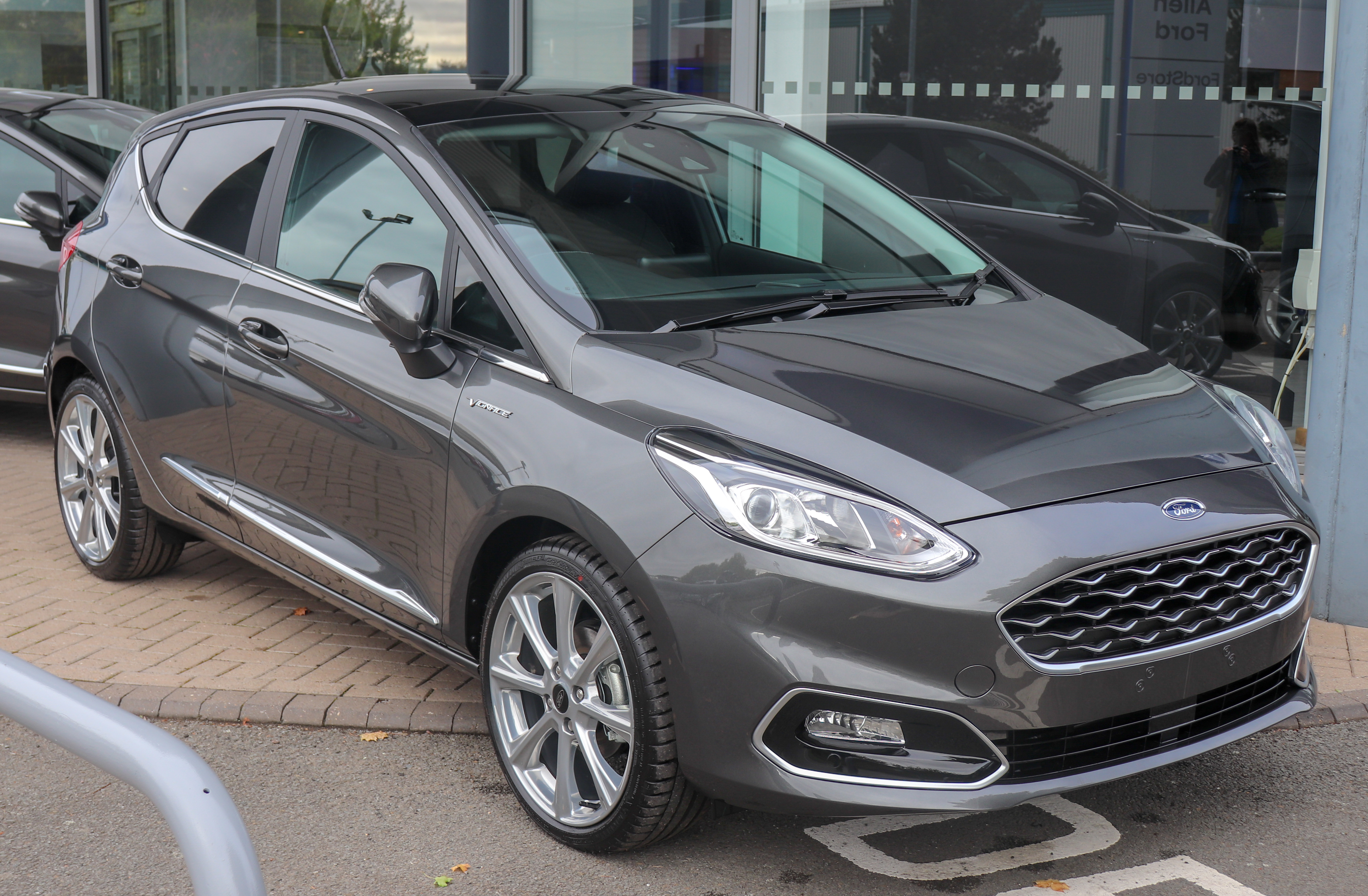
2018 Ford Fiesta Vignale
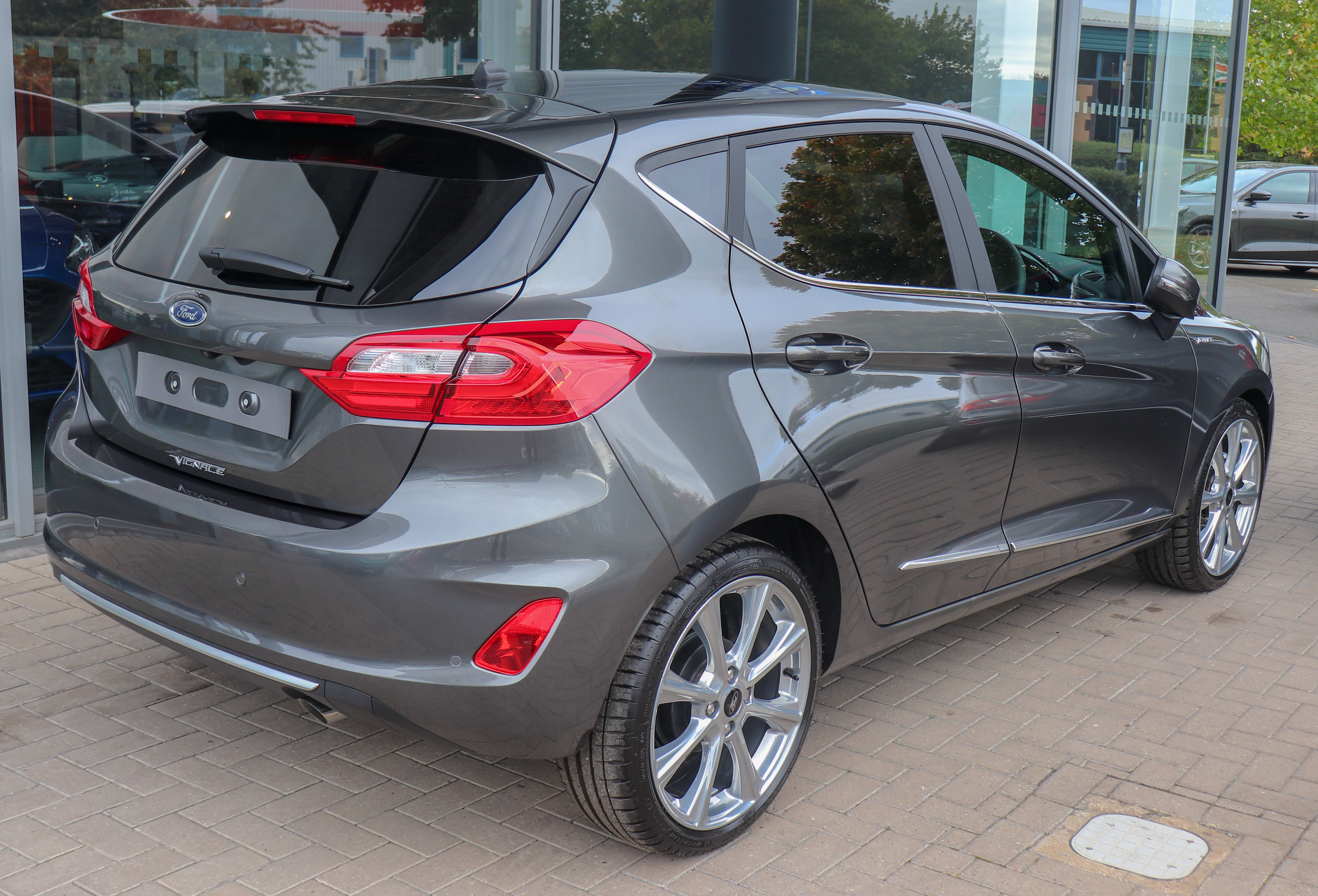
2018 Ford Fiesta Vignale
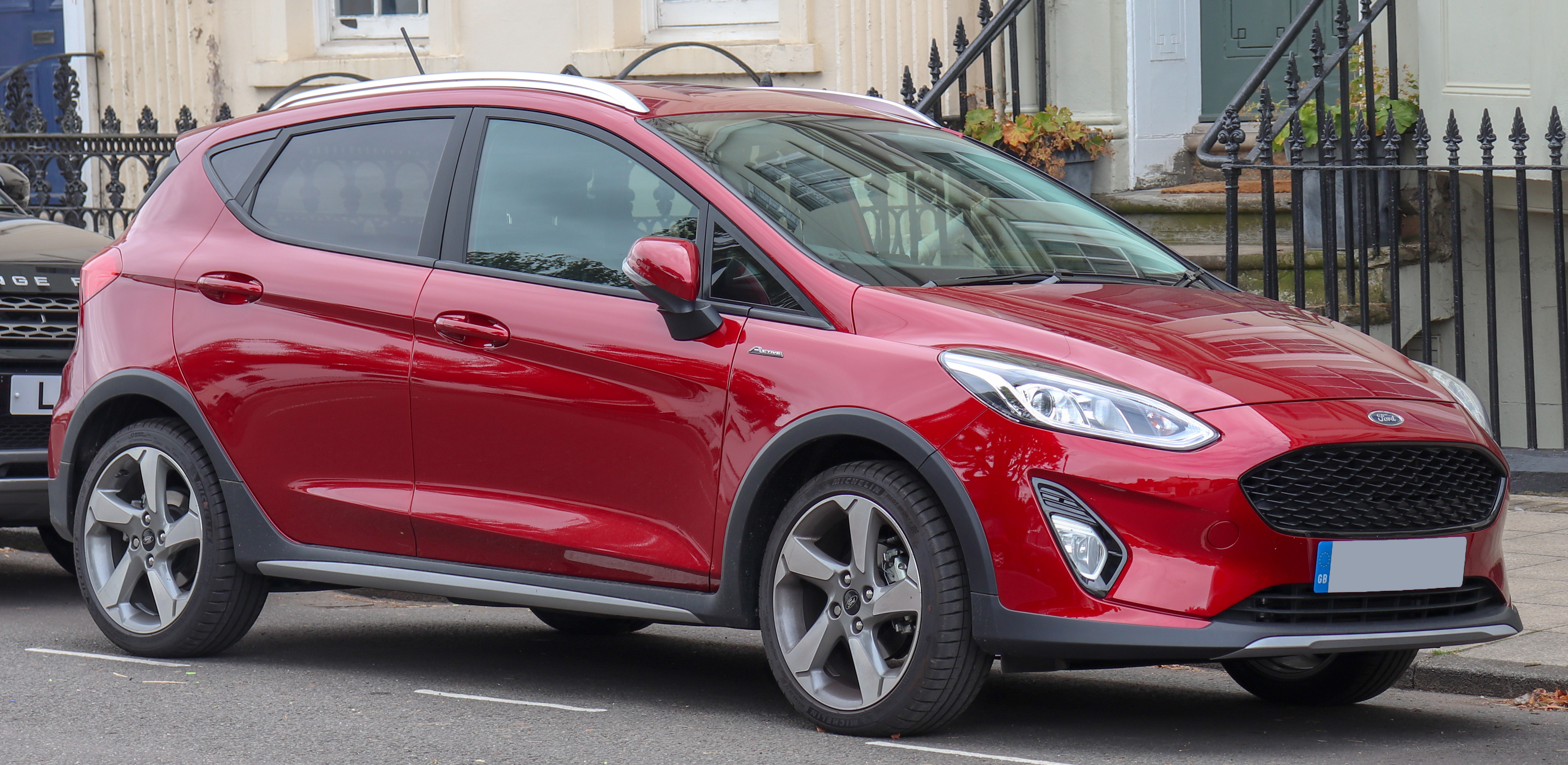
2018 Ford Fiesta Active X
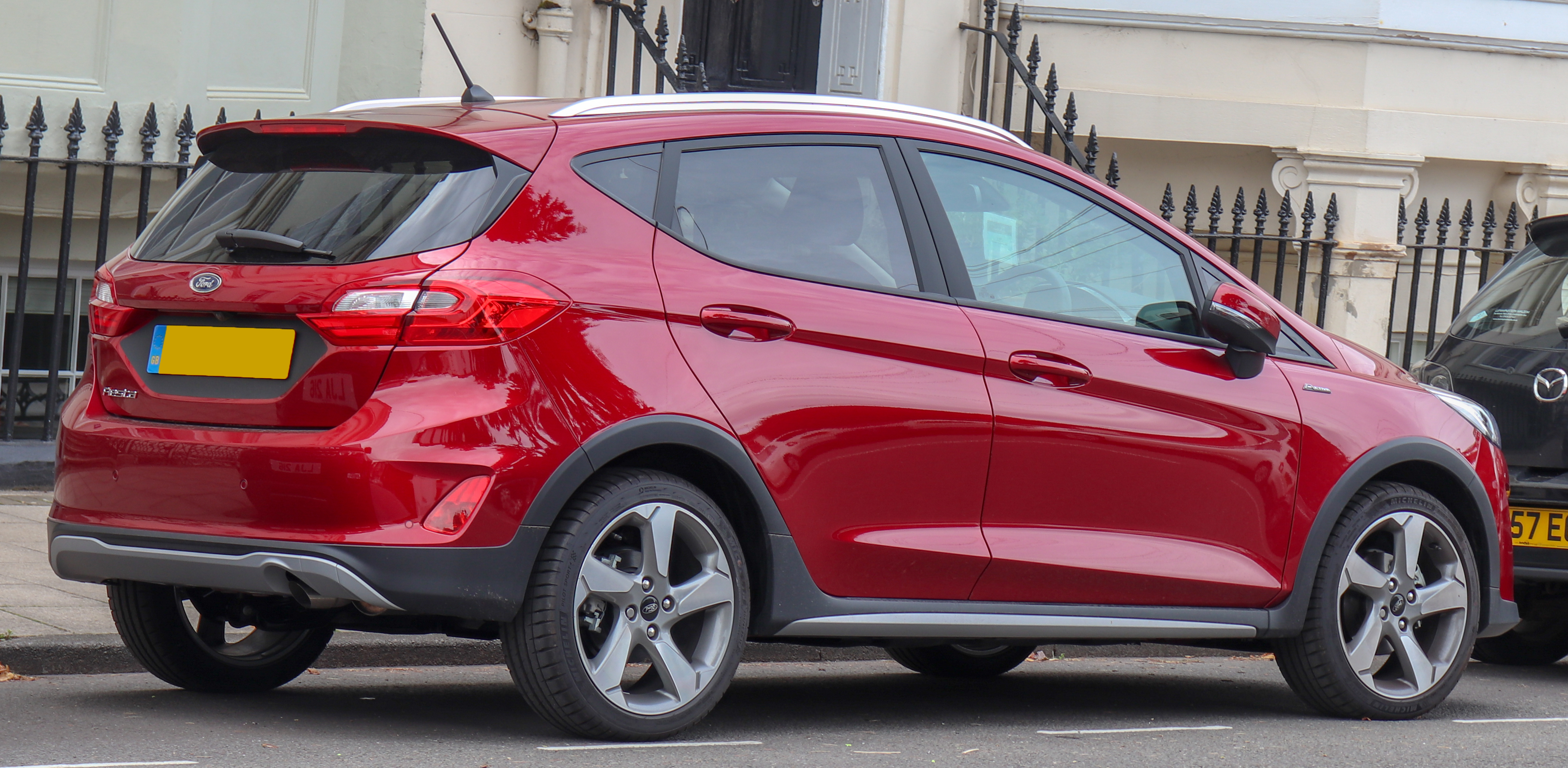
2018 Ford Fiesta Active X
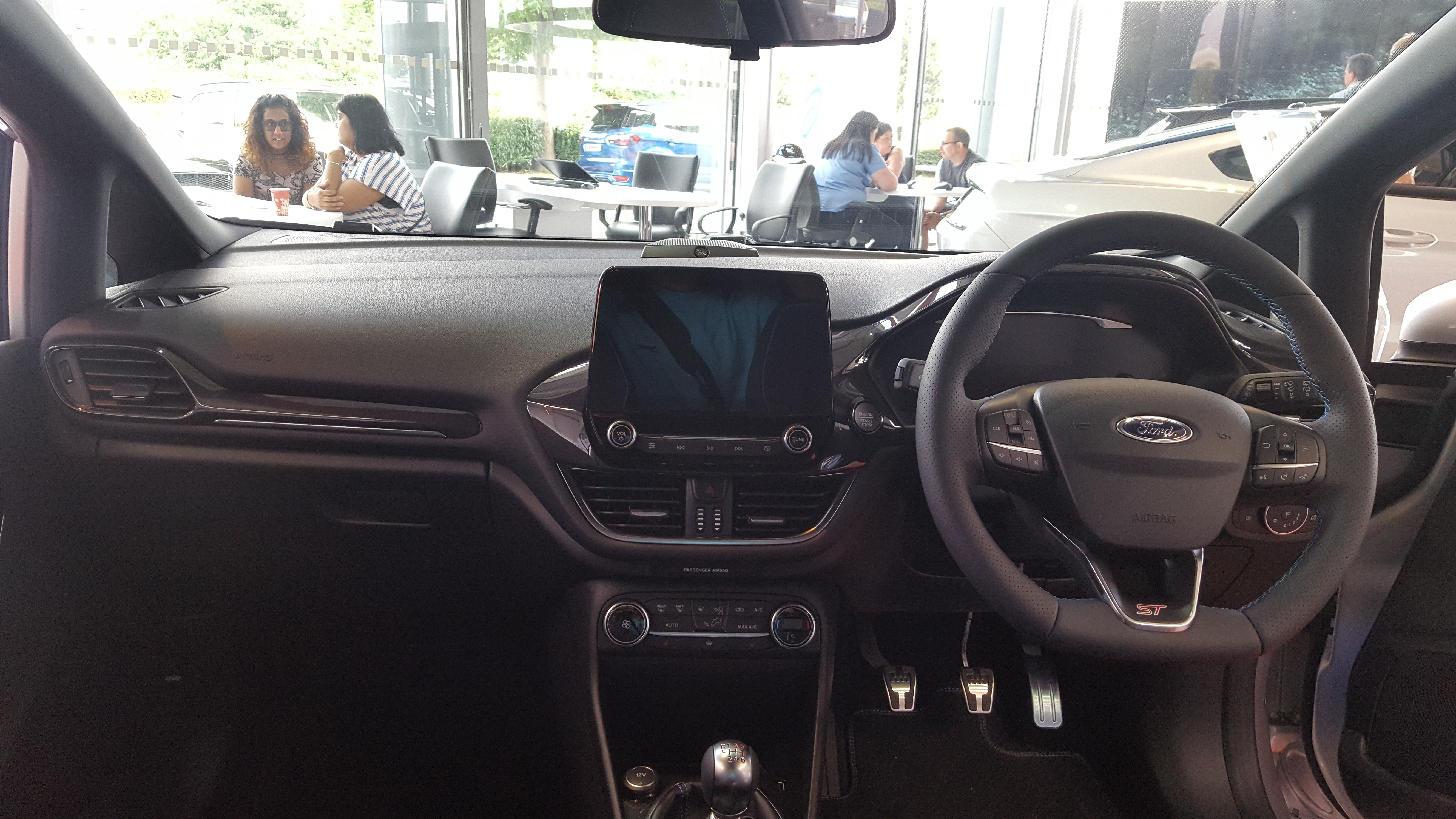
內裝

### 2022年改款
2021年9月，福特發布了改款福特Fiesta和將於2022年初發布的Fiesta ST圖片。新車型配備了新的前保險桿、其他視覺修改和新的「逆向警報」安全裝置功能，優於以前的車型。更高規格的車型還包括增強扭力、矩陣LED頭燈和升級技術，如全數位儀錶盤。
三門Fiesta在2022年春季停產。

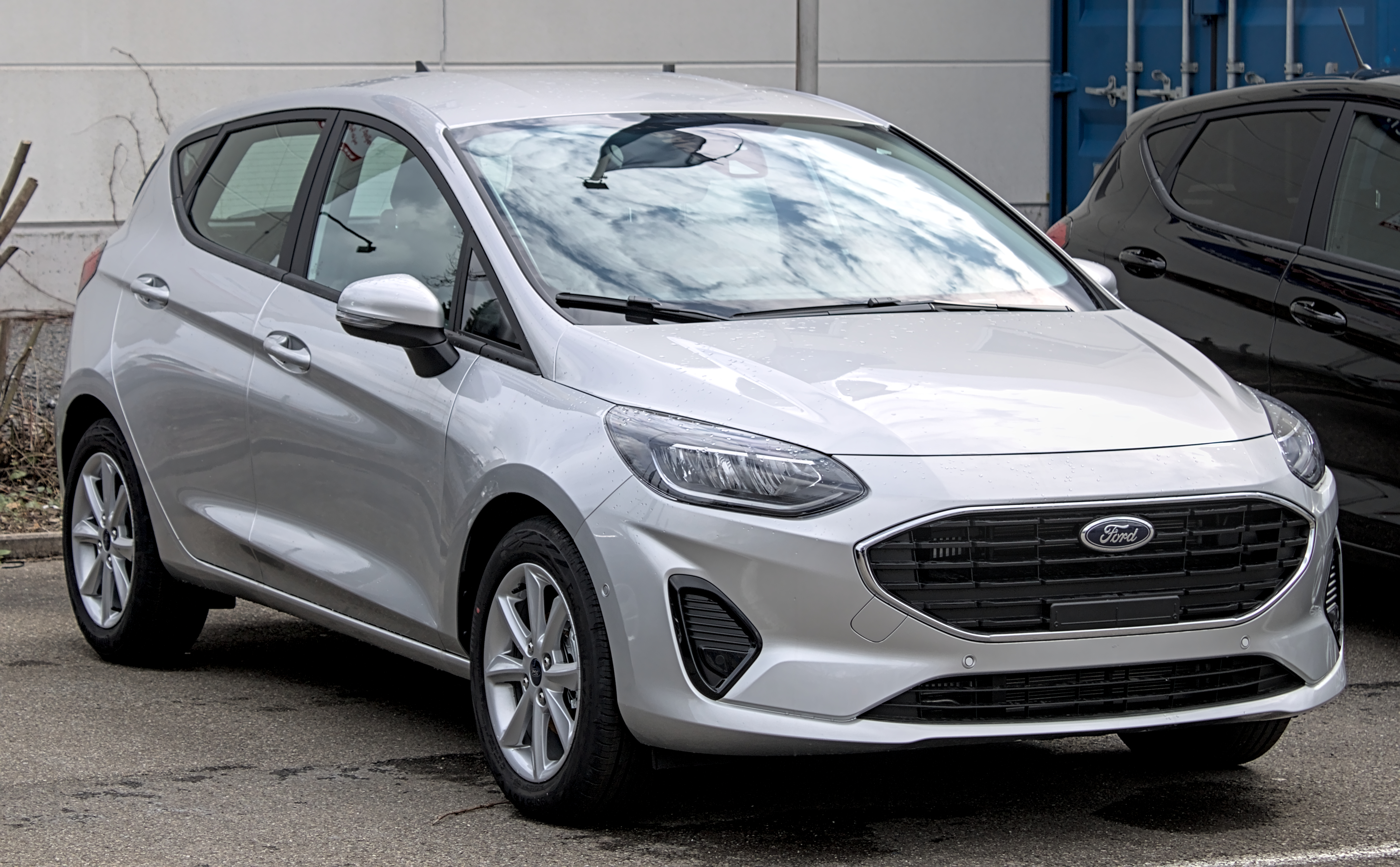
2022 Ford Fiesta（改款）
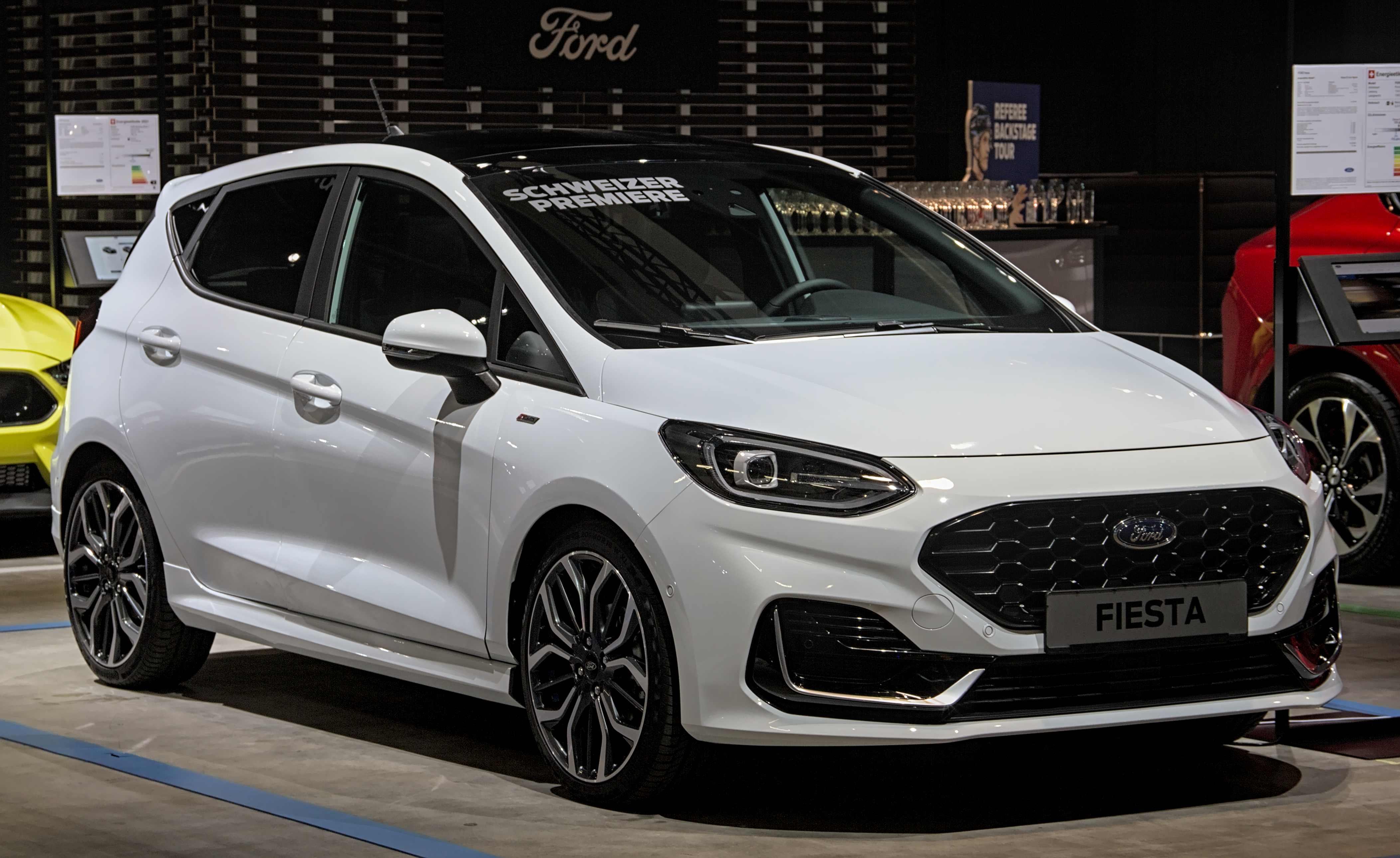
2021 Ford Fiesta ST-Line（改款）
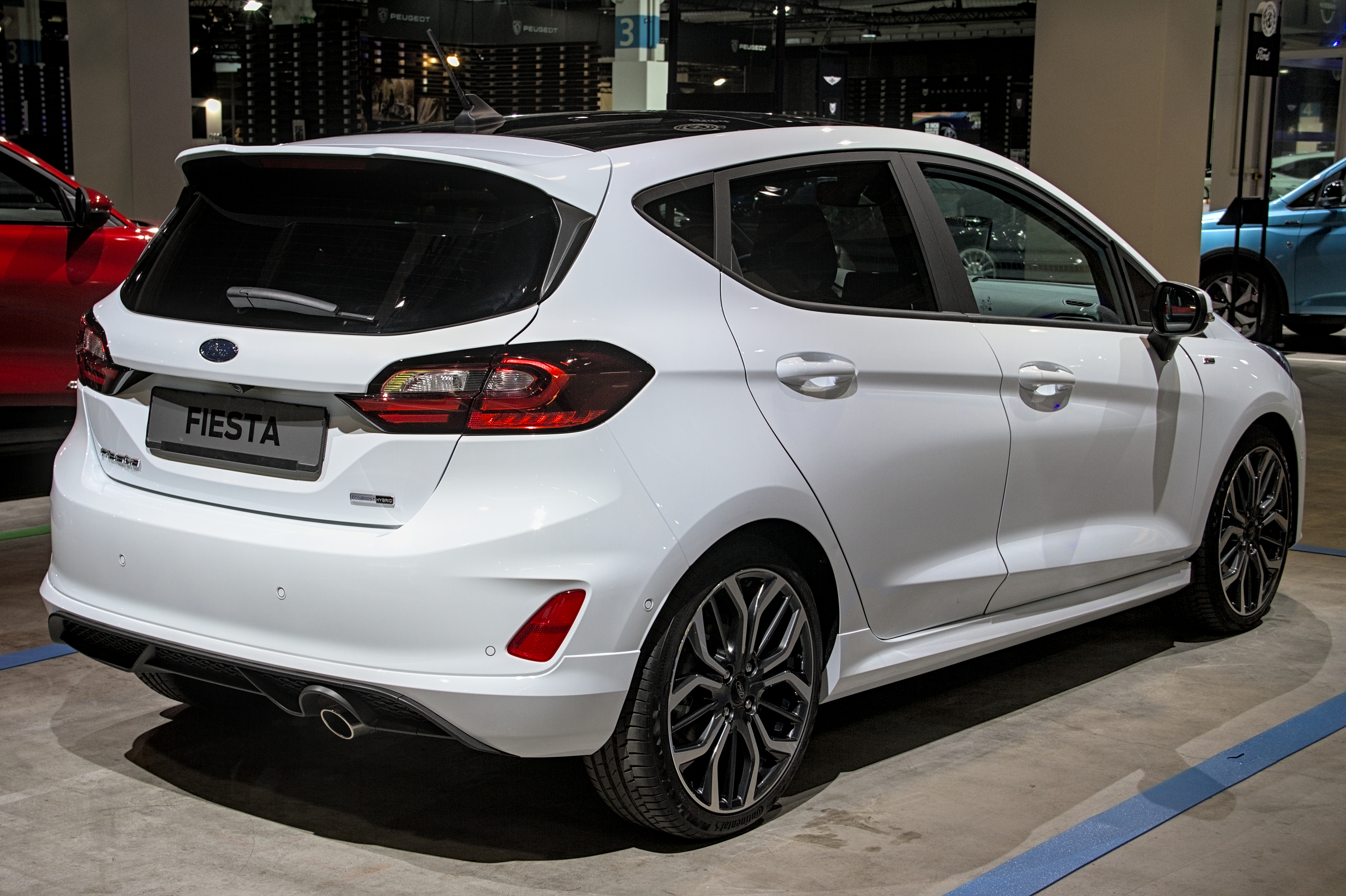
2021 Ford Fiesta ST-Line（改款）

## 競速賽事

### 拉力賽

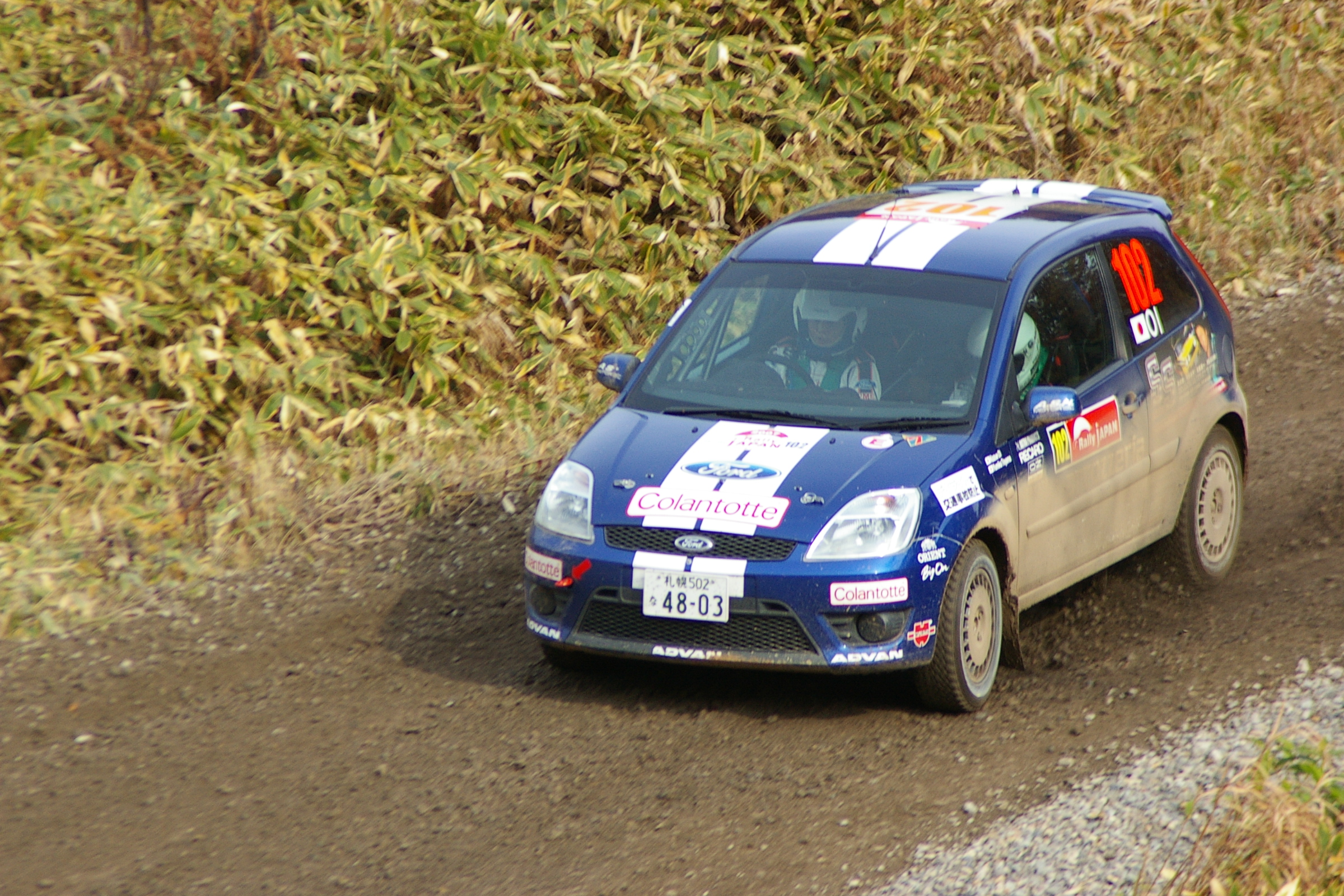
由M-Sport改裝的Fiesta參與N組賽車之賽事

早在1979年，英國籍賽車手羅傑·克拉克（Roger Clark）和澳洲籍吉姆·波特（Jim Porter）、芬蘭籍阿力·維他農（Ari Vatanen）和英國籍大衛·李察斯（David Richards）等四人便搭檔駕駛Fiesta參與蒙特卡洛拉力賽。兩輛車都經過運動化及LSD限滑差速器的重度改裝，並裝載馬力更大的1,597c.c.直列四缸OHV Kent/Crossflow型引擎，此具引擎後來搭載於Fiesta XR2特仕車上。當年這兩輛Fiesta在濕滑的冰雪上操控得宜，雖然羅傑·克拉克未取得任何名次，但阿力·維他農和大衛·李察斯的德國車隊卻晉級至第9名。這件事促進了Fiesta運動化車型的出現，從Supersport、XR2、S、XR2i、Si、RS Turbo、RS1800、Zetec S、Zetec RS至ST，這一系列衍生的性能特仕車款搭載了馬力強大的福特Kent型和Duratec型引擎。
「嘉年華運動錦標賽」首季賽事肇始於2006年3月，參加的團隊由正駕駛、副駕駛和機械技師3人組成團隊，在參賽車輛同等的條件下，不但考驗正、副駕駛的操控、耐力、專注力、判斷力，也考驗技師的調校修車技術。此項錦標賽限定使用N組賽車的Fiesta ST，該車搭載的2.0L Duratec ST型引擎擁有165ps，可結合英國M-Sport團隊的改裝套件。2007年3月派特克拉力團隊（Pirtek Rally Team）公布以Fiesta參與超級2000（Super 2000）賽事，投入澳洲拉力冠軍賽（Australian Rally Championship）。

#### N組賽車Fiesta ST動力規格參數

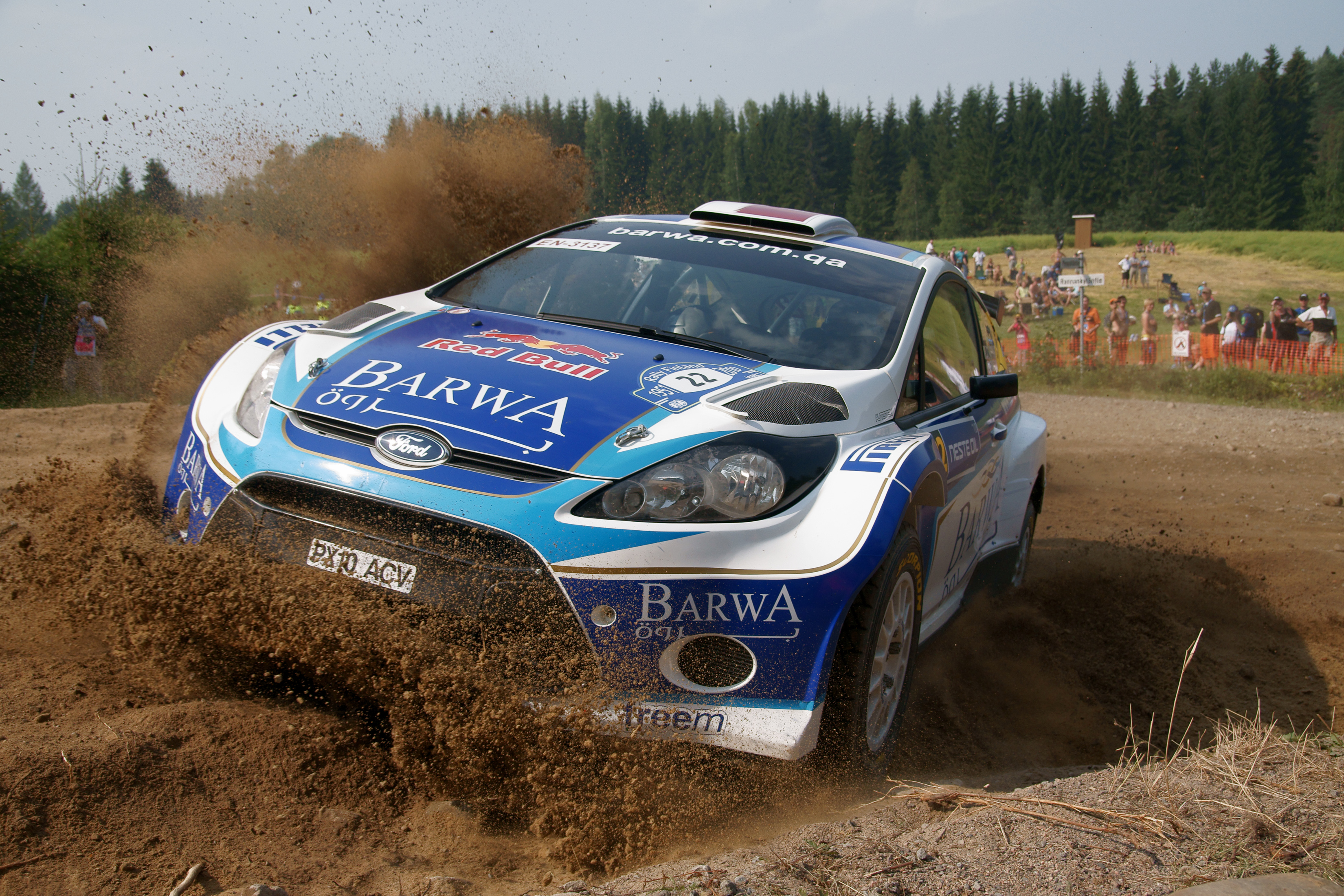
納賽爾·薩利赫·阿提亞駕駛Fiesta S2000參加2010年芬蘭拉力賽

| 引擎         | 1,999c.c.直列四缸DOHC 16汽門Duratec型引擎，鋁合金汽缸蓋及缸體，電子多點式噴射供油。                              |
| 最大馬力     | 165ps（米制马力） / 5,800rpm                                                                                     |
| 扭力峰值     | 202N·m / 4,500rpm                                                                                                |
| 變速箱       | 五速序列式手排變速箱附LSD限滑差速器。                                                                            |
| 懸吊系統     | 標準道路版的升級包含重新修改前懸吊關節、強化扭力樑後軸、Reiger彈簧反彈可調式減震筒、Eibach彈簧、升級懸掛襯套等。 |
| 煞車系統     | 標準道路版的前、後碟煞。                                                                                         |
| 輪圈         | 碎石路段：15英吋OZ輪圈 瀝青路段: 17英吋OZ輪圈                                                                    |
| 車體         | 由M-Sport團隊設計之多點式防滾架車體，符合FIA規範，包括車身後方3個X型交叉及車門兩枝不交叉的鋼管。                 |
| 電子控制元件 | 標準搭載運送（piggyback）looms電子組件接頭，包含電子迴路斷路器和額外佈線要求。                                   |
| 油箱         | 標準45L油箱，包覆功夫龍複合材料。                                                                                |
| 車身尺寸     | 車長：3,921mm 車寬：1,683mm 車高：1,468mm 軸距：2,486mm                                                          |

### 越野賽

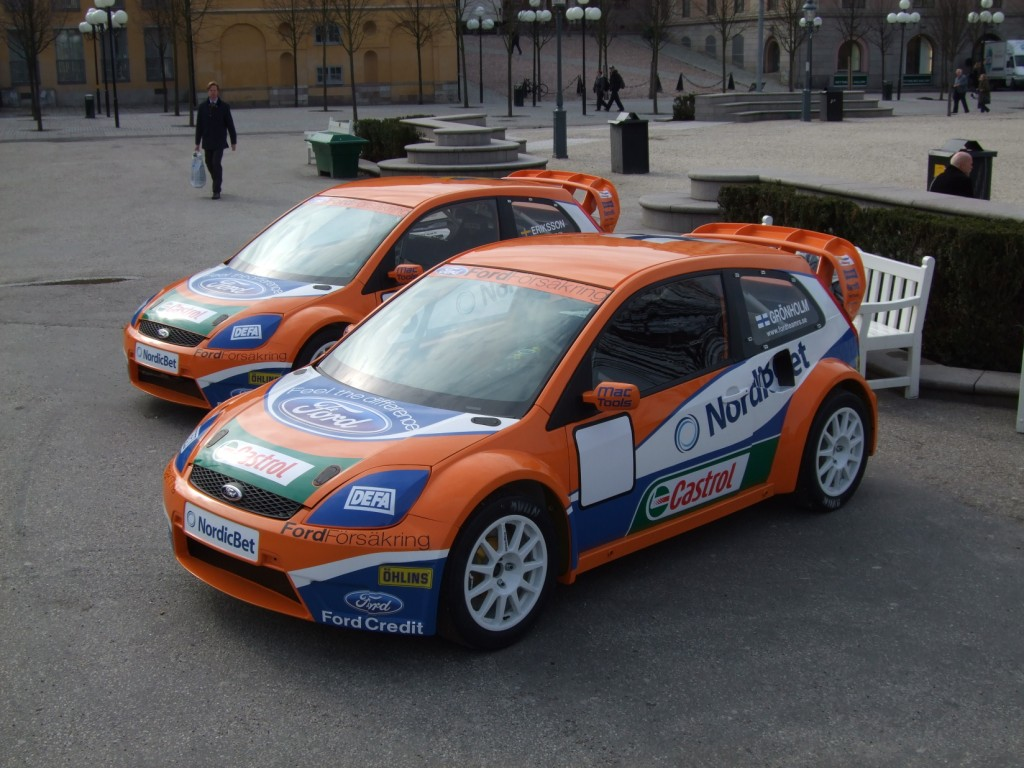
福特RS團隊和瑞典OMSE車隊共同改造的Fiesta Div 1

由福特RS團隊和瑞典OMSE車隊（Olsberg Motor Sport Evolution之縮寫）共同改造的Fiesta Div 1，其2.0L直列四缸渦輪增壓引擎可添加汽油或E85乙醇汽油，可輸出550bhp的最大馬力和820N·m的最大扭力。該車隊由瑞典籍拉力賽冠軍車手安德烈亞斯·埃里克森（Andreas Eriksson）領軍，成員有芬蘭籍馬庫斯·格倫霍姆（Marcus "Bosse" Grönholm）、美國籍坦納·福斯特（Tanner Foust）等人。
為了參加2009年7月19日在美國科羅拉多州所舉辦的第87屆派克峰國際爬山賽，他們拆除原本的前輪驅動系統，改換操控性更佳的AWD全時四輪驅動，並一舉將Duratec型引擎的馬力突破800bhp。雖然安德烈亞斯·埃里克森駕駛的Fiesta不幸撞毀，可是另一部由兩屆WRC冠軍馬庫斯·格倫霍姆所駕馭的Fiesta仍以11分28秒取得無限組的第2名以及全場總積分的第5名。

## 外部連結
- 臺灣官方網站
- 中國官方網站 （页面存档备份，存于）